# Front zachodni (II wojna światowa)
Front zachodni – całokształt działań wojennych w Europie Zachodniej podczas II wojny światowej, dzielących się na dwa zasadnicze okresy:
1. Od 3 września 1939 do 30 października 1940 roku, w ramach którego można wyróżnić: „dziwną wojnę” (w tym ofensywę francuską w Zagłębiu Saary), kampanię norweską (zajęcie Danii i Norwegii) i kampanię francuską (podbój Francji i Krajów Beneluksu), a także powietrzną bitwę o Anglię (zahamowanie niemieckich postępów, udaremnione plany inwazji na Wielką Brytanię).
2. Od 6 czerwca 1944 do 7 maja 1945 roku, który obejmuje: odtworzenie frontu w Normandii, następnie wyzwolenie przez aliantów Francji, przełamanie linii Zygfryda (operacja Market Garden, odparcie niemieckiej ofensywy w Ardenach), sforsowanie Renu oraz zajęcie położonego na zachód od Łaby obszaru Niemiec i przedwojennego terytorium Austrii; był to okres istnienia frontu zachodniego potocznie określany trzecim frontem.

Front zachodni był najkrócej istniejącym frontem II wojny światowej – w związku z dwiema zasadniczymi przerwami w działaniach wojennych na nim, które trwały łącznie dziewiętnaście miesięcy. Jest też jedynym frontem II wojny światowej, na którym historycy nie wyznaczyli umownego punktu zwrotnego, z uwagi na czteroletnią przerwę w działaniach zbrojnych na tym teatrze wojny. W pierwszym okresie istnienia frontu panowali na nim Niemcy, w drugim zaś alianci.
Na froncie zachodnim hitlerowska III Rzesza starła się z zachodnimi państwami alianckimi, na czele z trzema przyszłymi supermocarstwami – Stanami Zjednoczonymi, Wielką Brytanią i Francją. Jednak w przeciwieństwie do innych frontów, nie da się tu jednoznacznie wyłonić alianckiego państwa prowadzącego na tym teatrze wojny.
Jako określenie teatru działań zbrojnych, nazwa front zachodni najlepiej przyjęła się w większości krajów europejskich, zwłaszcza w Niemczech, gdzie nazwy frontów wyznaczały kierunki geograficzne (zachodni i wschodni). W Wielkiej Brytanii z kolei zamiennie używa się określenia bój o Kontynent, związanego z wyspiarskim położeniem tego kraju. Najrzadziej nazwa front zachodni występuje w Stanach Zjednoczonych, gdzie znacznie częściej używa się określenia front europejski, gdyż wojska amerykańskie walczyły na kilku teatrach wojny – na Pacyfiku, w Afryce i w Europie.
Działania na froncie zachodnim toczyły się wyłącznie w Europie Zachodniej, na obszarze Francji, Krajów Beneluksu, Danii, Norwegii, zachodnich, południowych i środkowych Niemiec, a także w przestrzeni powietrznej Wielkiej Brytanii i na wodach przybrzeżnych Europy.

## Geneza i strony konfliktu
W latach 1939–1940 Niemcy walczyli praktycznie samodzielnie. Skromnego wsparcia przy inwazji na Francję udzieliły im jedynie Włochy w czerwcu 1940 roku. Przeciwko Niemcom stanęły Francja i Wielka Brytania wraz ze swoimi dominiami (Kanada, Australia, Nowa Zelandia i Związek Południowej Afryki), a także kilka zaatakowanych państw neutralnych, których słabe armie stawiały opór krótkotrwały (Belgia, Holandia, Dania i Norwegia) lub prawie nie stawiły oporu (Luksemburg).
Decyzja o odtworzeniu frontu w 1944 roku zapadła podczas konferencji teherańskiej, gdzie Wielka Brytania, ZSRR (zaatakowany przez państwa Osi w czerwcu 1941) i USA (wciągnięte do wojny przez Japonię w grudniu tego roku), powzięły wobec siebie zobowiązania sojusznicze. Podczas gdy Związek Radziecki miał nadal wiązać walką główne siły niemieckie, dwa mocarstwa zachodnie powinny odstąpić od wyzwolenia Bałkanów z wyjątkiem Grecji i otworzyć drugi front w Europie, by odciążyć w walkach Armię Czerwoną.
W latach 1944–1945 III Rzesza (po kapitulacji Włoch) walczyła samotnie przeciwko zachodnim państwom alianckim. Należały do nich głównie Stany Zjednoczone, Wielka Brytania, dominia brytyjskie, Wolna Francja, w ograniczonym stopniu Brazylia i ruchy oporu w państwach okupowanych. Zarówno w 1940, jak i w 1944/45 przeciwko Niemcom walczyły także wojska polskie i czechosłowackie.

## Charakterystyka działań
Pod kątem natężenia okrucieństw front zachodni był całkowitym przeciwieństwem frontu wschodniego. Obie strony konfliktu na tym teatrze działań wojennych zazwyczaj przestrzegały konwencji genewskiej. Na tym froncie zaistniało tylko kilka przypadków egzekucji jeńców na dużą skalę. Najbardziej kontrowersyjnym było rozstrzelanie w Ardenach w 1944 roku przez Amerykanów kilkuset dywersantów Otto Skorzennego. Problem dezercji również był mniejszy, niż na innych frontach. Jego nasilenia następowały, gdy któraś ze strony konfliktu napotykała ciężki opór, lub przegrywała, np. Francuzi pod koniec maja 1940, Amerykanie w Ardenach i Niemcy pod koniec wojny. W latach 1944–1945 Niemcy rozstrzelali pięćdziesiąt tysięcy dezerterów, zaś alianci jednego – szeregowego Eddiego Slovika, który zdezerterował pod Hürtgen. Jego egzekucja miała zapobiec spodziewanej fali dezercji spod linii Zygfryda.
Stosunkowy spokój panował również na terytoriach okupowanych. Niemcy we Francji prawie nigdy nie stosowali zasady odpowiedzialności zbiorowej, co dawało francuskiemu ruchowi oporu pewną swobodę działania. Przez całą wojnę zastosowano w tym kraju tylko cztery razy faktyczny terror okupacyjny. Najbardziej znany przypadek to pacyfikacja wioski Oradour 10 czerwca 1944 roku w odwecie za zabicie oficera SS.
Również alianci wkraczający do Niemiec nie terroryzowali ludności cywilnej. Najczęstszymi przestępstwami tam popełnianymi były grabieże. Zanotowano natomiast tylko kilkanaście przypadków pobić, rozbojów i zgwałceń, ale ani jednego morderstwa. W 1945 tylko raz rozkazem upokorzono niemiecką ludność cywilną. Był to rozkaz generała Dwighta Eisenhowera nakazujący Niemcom pracować przy grzebaniu ciał ofiar obozów koncentracyjnych.
Front zachodni nazwany został wojną bez nienawiści. Jednym z powodów humanitarnego charakteru walk było osobiste nastawienie żołnierzy. W latach 1944–1945 około jedna trzecia żołnierzy armii amerykańskiej była niemieckiego pochodzenia. Takie nastawienie dało się wyczuć także z drugiej strony frontu. W obozach jenieckich w Europie Środkowej znacznie lepiej traktowano żołnierzy z krajów anglosaskich, niż Francuzów, Polaków, czy Holendrów, a zwłaszcza Włochów i obywateli Związku Radzieckiego. Dało się jednak zauważyć także lepsze odnoszenie się do podoficerów niż szeregowych. Dlatego też każdy amerykański pilot bombardujący Niemcy od 1944 roku dostawał stopień sierżanta.

## Uzbrojenie wykorzystywane na froncie zachodnim

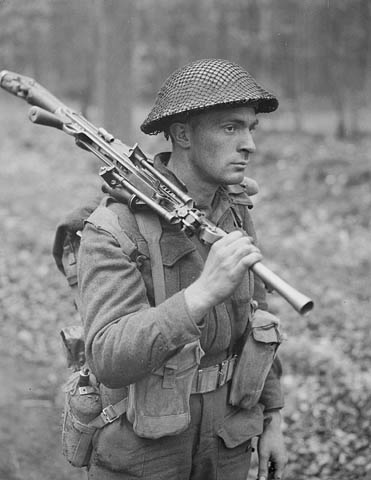
Żołnierz kanadyjski w pełnym oporządzeniu bojowym, rok 1945. Dobrze widoczne umundurowanie, hełm maskujący, pas nośny z szelkami i ładownicami, manierka oraz uzbrojenie – ręczny karabin maszynowy Bren

Od zakończenia działań w Polsce Niemcy znacznie rozbudowali swoje siły pancerne. O ich zwycięstwie nad alianckimi czołgami zadecydowała użyta taktyka wykorzystująca w pełni potencjał broni pancernej. Najczęściej spotykanym w owym czasie niemieckim czołgiem był PzKpfw II, o niskiej sile ognia (działo kal. 20 mm) i cienkim opancerzeniu. W służbie czynnej był też PzKpfw I, który w ogóle nie posiadał działa. Najsilniejszymi niemieckimi czołgami tamtego okresu były PzKpfw III i PzKpfw IV, jedyne, które mogły nawiązać równą walkę z francuskimi siłami pancernymi. Francuzi posiadali w 1940 dobre czołgi, w dodatku mieli ich więcej niż strona niemiecka, ale w przeciwieństwie do Wehrmachtu nie umieli ich sensownie wykorzystać – przydzielano je dywizjom piechoty podczas gdy Niemcy formowali z nich dywizje pancerne. Najlepszy francuski czołg, Somua S-35, przewyższał PzKpfw II pod wszystkimi względami. Francuzi mieli ich jednak tylko 500. Znacznie słabsze siły pancerne mieli Brytyjczycy, wykorzystujący przestarzałe konstrukcje, takie jak Vickers E, zaś czołgi nowocześniejsze (np. Cruiser Mk I) w chwili niemieckiego uderzenia nie były jeszcze gotowe do walki.
Francuzi, bazując na doświadczeniach I wojny światowej, przygotowywali się do walk pozycyjnych. Dlatego też zawiedli się na linii Maginota, która nie sprawdziła się w warunkach wojny błyskawicznej. Niemieckiej inwazji nie była też w stanie zatrzymać silna, ale statyczna francuska artyleria.
W broni indywidualnej najczęściej były wówczas wykorzystywane karabiny powtarzalne – najczęściej Kar98k przez Niemców, MAS 36 u Francuzów i Lee-Enfield u Brytyjczyków.
Od zamknięcia frontu w 1940 roku do jego ponownego otwarcia w 1944 zaszły duże zmiany w uzbrojeniu obu stron konfliktu. Niemcy postawili na czołgi ciężkie i wysłali na front zachodni Pantery i Tygrysy. Maszyny te znacznie przewyższały siłę ognia Shermanów, podstawowych czołgów aliantów zachodnich w 1944. Miały jednak problemy z silnikami i kiepskie właściwości jezdne. Każdy amerykański, czy brytyjski czołg miał większą prędkość maksymalną. Niemcy użyli także pod koniec 1944 roku Tygrysa Królewskiego, najcięższego czołgu kiedykolwiek wprowadzonego do produkcji seryjnej. Nie mógł z nim stoczyć równej walki żaden czołg aliantów zachodnich, nawet eksperymentalny Pershing. Brytyjczycy używali najczęściej Shermanów nabytych w ramach programu lend-lease, podobnie ich dominia, jednak w służbie były także czołgi Cromwell i Churchill.
Duże zmiany zaszły też w dziedzinie broni ręcznej. Niemcy nadal używali karabinów powtarzalnych, lecz do powszechnego użytku weszły karabiny samopowtarzalne Gewehr 43, pistolety maszynowe MP 40, karabiny maszynowe MG 42, a także pierwsza w historii automatyczna broń na amunicję pośrednią – karabinek automatyczny Stg 44. Brytyjczycy i Kanadyjczycy obok karabinów Lee-Enfield używali pistoletów maszynowych STEN i erkaemów typu Bren. Amerykanie zaś za regulaminowy karabin armii uznali samopowtarzalnego M1 Garanda. Był to jedyny kraj na świecie, który praktycznie nie wysyłał już na front karabinów powtarzalnych, poza karabinami snajperskimi takimi jak M1903 Springfield z celownikiem optycznym. M1 Garand był najlepszym karabinem II wojny światowej, który generał George Patton nazwał największym wynalazkiem wprowadzonym kiedykolwiek do walki. Amerykanie wprowadzili też do swojego arsenału pierwszą masowo produkowaną broń na amunicję pośrednią – karabinek M1. Ponadto Amerykanie wykorzystywali pistolety maszynowe Thompson, erkaemy BAR, karabiny maszynowe Browning M1919 i Browning M2, z których ten drugi jest produkowany seryjnie do dzisiaj.

## Działania zbrojne 1939–1940

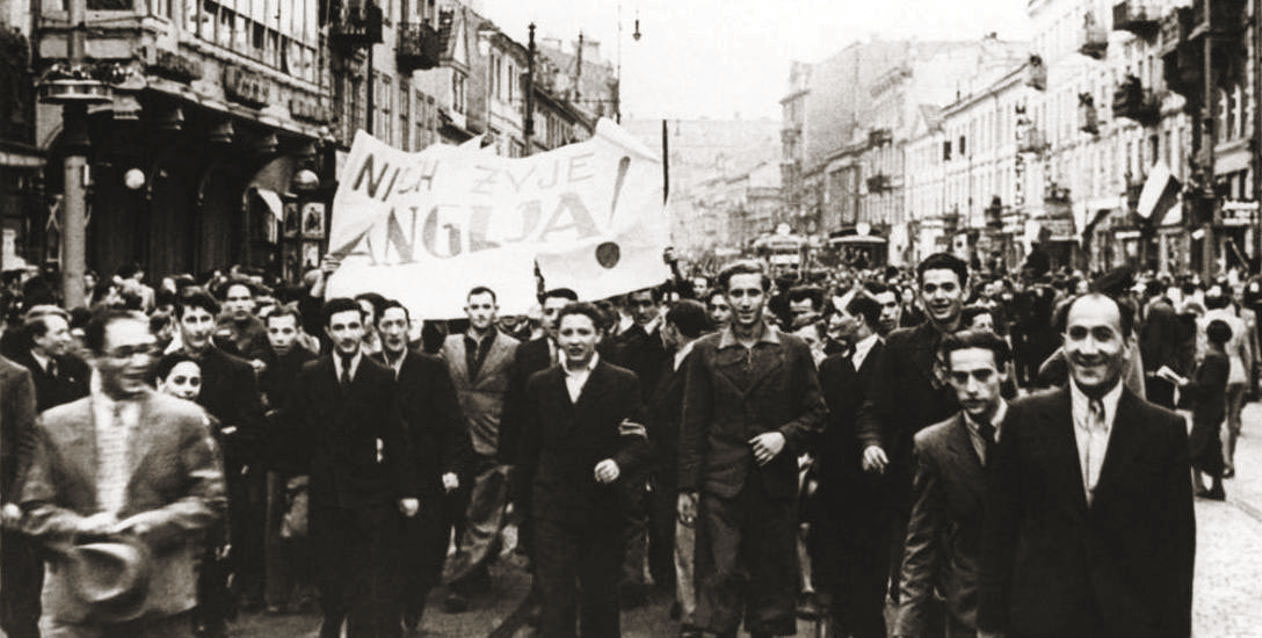
Manifestacja pod ambasadą brytyjską w Warszawie po informacji o wypowiedzeniu wojny Niemcom przez Wielką Brytanię

### „Dziwna wojna”
Francja i Wielka Brytania wypowiedziały wojnę III Rzeszy 3 września 1939 roku, w konsekwencji agresji Niemiec na Polskę w dniu 1 września i odrzucenia przez rząd niemiecki przedstawionego mu ultimatum brytyjskiego i francuskiego z żądaniem natychmiastowego wycofania Wehrmachtu z terytorium Polski i Wolnego Miasta Gdańska. W konsekwencji w wykonaniu zobowiązań sojuszniczych wobec Polski oba mocarstwa zachodnie znalazły się w stanie wojny z Niemcami. Belgia, Holandia i Luksemburg pozostawały neutralne. Francja ogłosiła mobilizację powszechną 2 września i rozpoczęła koncentrację oddziałów.
W chwili wybuchu wojny na terytorium Francji stacjonowały 34 dywizje, a w lotnictwie – liczącym według stanu ok. 3300 samolotów – znajdowało się 130 nowoczesnych myśliwców Bloch MB.152 oraz kilkaset przestarzałych typów Morane i Dewoitine, co najmniej 175 bombowców Bloch i ok. 400 samolotów rozpoznawczych (m.in. Potez 63). W sumie na froncie zachodnim w pierwszej połowie września 1939 znajdowało się minimum 1275 samolotów bojowych wobec 1186 samolotów Luftwaffe. Do francuskiej Armée de l’air dochodziło ok. 1500 samolotów sojuszniczych brytyjskich Królewskich Sił Powietrznych (RAF) (myśliwskich – Spitfire, Hurricane i bombowych – Fairey Battle, Bristol Blenheim i Whitley). Maszyny te znajdowały się wprawdzie w bazach w Wielkiej Brytanii, a przerzucenie ich do Francji i włączenie w osłonę ofensywy armii francuskiej na Niemcy wymagało czasu, dotyczyło to jednak wyłącznie rzutu naziemnego – samoloty RAF po przelocie na lotniska francuskie mogły korzystać bezzwłocznie z logistyki Armee de l’Air. W sumie 3 września 1939 Sprzymierzeni dysponowali około 2775 samolotami francuskimi i brytyjskimi. W roku 1939 Francja dysponowała trzecią (po Armii Czerwonej i Wehrmachcie) armią lądową świata i czwartą na świecie (po Royal Navy, US Navy i Japońskiej Cesarskiej Marynarce Wojennej) flotą wojenną (następne w kolejności były włoska Regia Marina i niemiecka Kriegsmarine).
Strona francuska 3 września 1939 na głównym odcinku działań pomiędzy granicą Luksemburga a Renem, posiadała 2 Grupę Armii (cztery armie) w sile jedenastu dywizji (ośmiu dywizji piechoty, dwóch dywizji zmotoryzowanych i jednej dywizji kawalerii), a łącznie w Europie 16 dywizji.
Front zachodni Wehrmachtu tworzyła Grupa Armii „C” generała von Leeba. Niemcy na zachodzie dysponowali 43 szkieletowymi dywizjami, jednak siły niemieckie były rozciągnięte wzdłuż granic Niemiec z Holandią, Belgią i Francją, z uwzględnieniem Francji jako głównego przeciwnika. Wehrmacht dysponował też budowanym w latach 1936–1939 systemem umocnień linii Zygfryda, jednak był on gotowy tylko w 30% i miał wiele luk. Luftwaffe na froncie zachodnim posiadała 1186 samolotów (w tym m.in. 568 myśliwców, 343 bombowce, 152 rozpoznawcze).

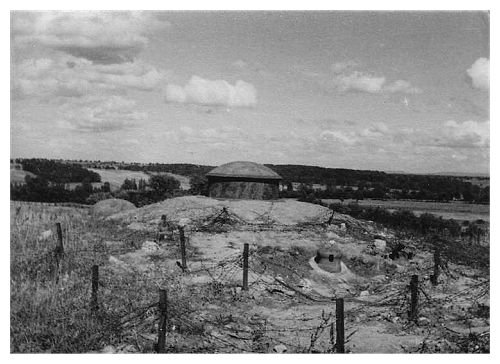
Fortyfikacje linii Maginota

Do 7 września francuska armia na kierunku niemieckim posiadała już 40 dywizji piechoty, z 4700 armatami i 2400 czołgami, podczas gdy w rejonie Saary znajdowało się 12 dywizji niemieckich. 7 września 1939 siły francuskich 3 i 4 Armii po przekroczeniu granicy francusko-niemieckiej w Saarze przystąpiły do oczyszczania przedpola i zdobywania dojść do niemieckiej głównej pozycji obrony, przy faktycznym braku oporu niemieckiego i ewakuacji przez Niemców ludności cywilnej z Saary. W operację Francuzi zaangażowali 10 w pełni wyposażonych dywizji z łącznie 57 przebywających w kontynentalnej Francji. Dowodzący siłami niemieckimi Erwin vol Witzleben dysponował w chwili rozpoczęcia francuskiej operacji 10 dywizjami piechoty.
Do 12 września 1939 siły francuskie w tym rejonie zostały zwiększone do 36 dywizji (w tym cztery zmotoryzowane) i 18 samodzielnych batalionów czołgów. 12 września po stronie niemieckiej na tym samym odcinku znajdowało się 12 dywizji piechoty (z czego 7 pełnowartościowych, reszta rezerwy). Niemcy nie posiadali w tym momencie dywizji pancernej ani zmotoryzowanej oraz ani jednego batalionu czołgów – wszystkie zaangażowane były w Polsce. W konsekwencji oznaczało to w dniu 12 września co najmniej trzykrotną przewagę armii francuskiej nad Wehrmachtem na kierunku potencjalnej ofensywy, przy silnym nasyceniu wojsk francuskich artylerią ciężką i najcięższą – niezbędną dla przełamywania rejonów umocnionych. Termin głównego uderzenia został określony – zgodnie z polsko-francuską konwencją wojskową – na piętnasty dzień od rozpoczęcia mobilizacji francuskiej, tzn. 17 września.
Tymczasem 12 września 1939 roku w Abbeville odbyło się posiedzenie Najwyższej Rady Wojennej francusko-brytyjskiej z udziałem Neville Chamberlaina, Edouarda Daladiera i referującego głównodowodzącego armii francuskiej gen. Maurice Gamelina. W konsekwencji dyskusji podjęto decyzję o „maksymalnym zmobilizowaniu środków, zanim zostaną podjęte duże operacje lądowe oraz ograniczeniu działań powietrznych”. RAF i Armee de l’Air nad Niemcami w celu „minimalizacji niemieckiego odwetu”. Oznaczało to w praktyce wstrzymanie wszystkich działań ofensywnych armii francuskiej na przedpolu linii Zygfryda i złamanie zobowiązań sojuszniczych wobec Polski, podjętych 19 maja 1939 w aneksie do konwencji wojskowej polsko-francuskiej z 1921, ratyfikowanym ostatecznie poprzez podpisanie w Paryżu 4 września 1939 protokołu politycznego do konwencji. Ostatecznie Francuzi posunęli się o 10 km, 200 km² z 20 wsiami. O ustaleniach konferencji Polaków początkowo nie poinformowano, przekazano za to nieprawdziwą informację o rzekomym przesunięciu ofensywy na 20 września.

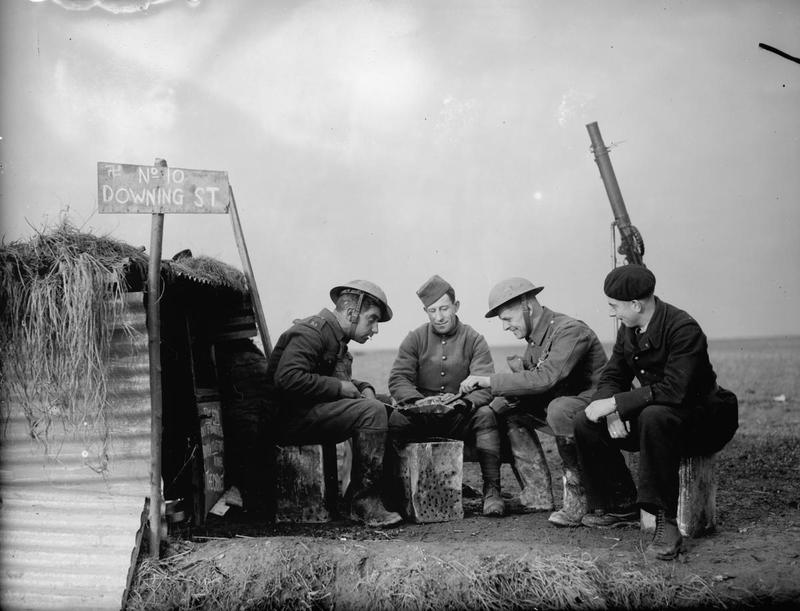
Żołnierze Brytyjskiego Korpusu Ekspedycyjnego i francuskiego lotniczego personelu naziemnego przy ziemiance „10 Downing Street” na skraju lotniska 28 września 1939 roku

Aneks do konwencji wojskowej zobowiązywał stronę francuską do rozpoczęcia ofensywy siłami głównymi w piętnastym dniu od rozpoczęcia mobilizacji armii francuskiej, a ofensywę powietrzną nad Niemcami od chwili rozpoczęcia działań wojennych Niemiec przeciw sojusznikowi. Ambasadorowie Rzeczypospolitej w Wielkiej Brytanii – Edward Raczyński i we Francji – Juliusz Łukasiewicz bezskutecznie próbowali wpłynąć we wrześniu 1939 na wykonanie zobowiązań krajów sojuszniczych. Była to ze strony Francji i Wielkiej Brytanii klasyczna felonia – zdrada sojusznika na polu bitwy, przy czym to Francuzi wpływali hamująco na Brytyjczyków. Na założeniu ofensywy sojuszniczej w piętnastym dniu od rozpoczęcia francuskiej mobilizacji oparte były plan obrony „Z” i strategia obrony terytorium Polski marszałka Edwarda Rydza-Śmigłego.
Do końca działań wojennych w Polsce siły francuskie w Europie urosły do 70 dywizji piechoty, 5 dywizji kawalerii, 3 dywizji lekkich i 39 batalionów czołgowych. Siły niemieckie dysponowały w drugiej połowie września (po zakończeniu mobilizacji) 42 dywizjami piechoty. W tej liczbie 23 pierwszoliniowe, 8 drugorzutowych i 11 rezerwowych. Jednocześnie III Rzesza nie była w stanie przerzucić żadnych pełnowartościowych jednostek bojowych (z wyjątkiem jednej dywizji) z frontu polskiego. Był to jedyny w latach 1939–1940 okres, gdy alianci na froncie zachodnim, dzięki zaciętej obronie Wojska Polskiego, posiadali przewagę liczebną nad Wehrmachtem. Okres ten został całkowicie niewykorzystany, co było podstawową przyczyną klęski wojsk francusko-brytyjskich w roku 1940, gdy III Rzesza mogła skupić wszystkie swoje siły wojskowe na jednym froncie – nie uzyskując mimo to ani przewagi liczebnej, ani materiałowej (z wyjątkiem lotnictwa) nad armiami francuską, brytyjską, belgijską i holenderską.
Jednocześnie Francuska Partia Komunistyczna po zawarciu paktu Ribbentrop-Mołotow rozpoczęła kampanię antywojenną, posuwając się do wzywania żołnierzy francuskich do dezercji. Deputowani FPK głosowali 2 września przeciw kredytom wojennym. Sekretarz generalny Francuskiej Partii Komunistycznej Maurice Thorez, powołany do wojska zdezerterował, uciekł do ZSRR i został przez sąd wojenny Francji skazany na śmierć za dezercję. Konsekwencją działań KPF była oficjalna delegalizacja we Francji partii komunistycznej 26 września 1939 jako ugrupowania antypaństwowego. Propaganda FPK nie pozostała jednak bez skutku na morale armii francuskiej i postaw żołnierzy w czasie bitwy o Francję.
Wobec zakończenia walk regularnych oddziałów w Polsce, 6 października 1939 w przemówieniu w Reichstagu Adolf Hitler publicznie zaproponował Francji i Wielkiej Brytanii pokój, pod warunkiem uznania przez te kraje podboju Polski i rozbioru jej terytorium pomiędzy III Rzeszę a ZSRR. Propozycja zawarta w mowie Hitlera została odrzucona już 11 października 1939 przez Eduarda Daladiera, a następnie, w przemówieniu Neville’a Chamberlaina w Izbie Gmin 12 października 1939.
W obawie przed podjęciem przez Niemców ofensywy na zachodzie po pokonaniu Polski, 30 września Francuzi rozpoczęli zaplanowany i uporządkowany odwrót z Saary i na powrót obsadzili linię Maginota. Po pokonaniu Polski niemieckie siły przerzucono na front zachodni i 16 października podjęto kontrofensywę w Saarze. Do 24 października Niemcy odzyskali wszystkie stracone terytoria i zajęli niewielki fragment francuskiego terytorium przed główną linią umocnień. Obszar pomiędzy obiema liniami umocnień stał się miejscem lokalnych działań wywiadowczych, rozpoznawczych, okazjonalnych pojedynków artyleryjskich i działań propagandowych.

### Kampania norweska

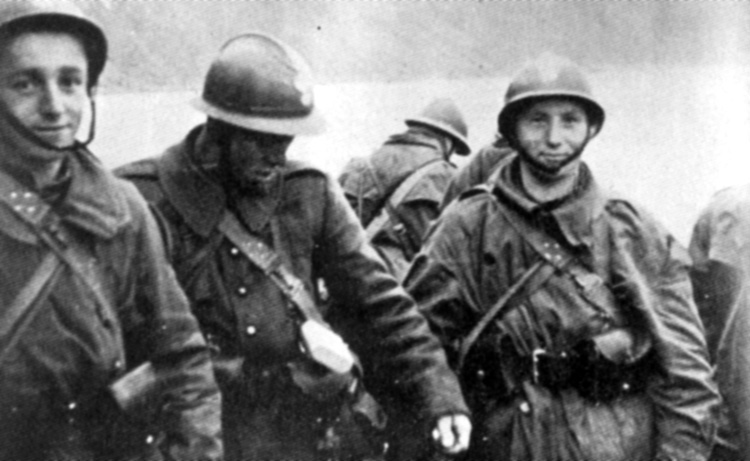
Polscy żołnierze pod Narwikiem

Po podbiciu Polski, Niemcy wstrzymali wszystkie działania wojenne i skupili się na uzupełnieniu strat oraz przeszkoleniu nowych jednostek. Zmiany nadeszły w lutym 1940 roku, gdy niemieccy planiści uznali, że dla panowania na europejskich morzach konieczna jest okupacja krajów skandynawskich. Najważniejszy cel, Norwegia, był państwem neutralnym. Hitler jednak obawiał się, że Brytyjczycy mogą mimo to zaatakować ten kraj. Gdyby to zrobili, szybko pokonaliby Norwegię i okopali się na jej południowych brzegach, stając się wrogiem nie do pokonania. Hitler postanowił więc uprzedzić ich ruch.
Na drodze do Norwegii stała jednak Dania. Choć sama w sobie nie stanowiła dla Niemiec atrakcyjnego celu, jej terytorium było strategicznie niezbędne do przeprowadzenia desantu w Norwegii. Niemcy uderzyli wczesnym rankiem 9 kwietnia 1940 roku, definitywnie kończąc dziwną wojnę. Po dwóch godzinach walki Dania się poddała. Zginęło 16 obrońców.
Atak na Norwegię nastąpił niemal równolegle z inwazją na Danię. Na południu kraju wylądował desant morski, a w okolicach Oslo, Kristiansand i Stavanger wylądowały z powietrza oddziały Fallschirmjäger. Południa Norwegii broniło głównie pospolite ruszenie, niedostatecznie uzbrojone, niewyszkolone, często nieumundurowane. Opór, choć zacięty, był bezskuteczny. Niemcy wciąż posuwali się naprzód, ale gdy do Norwegii przybyły oddziały brytyjskie, francuskie i polskie, udało się spowolnić ofensywę na północ od Oslo. Również sama stolica twardo opierała się niemieckim atakom.
Tymczasem na morzu stoczony został szereg bitew morskich o Narwik. Pierwsza z nich rozegrała się 9 kwietnia, druga 10, a trzecia 13 kwietnia. Pierwsza została wygrana przez Niemców, przegrana zaś przez samotnych jeszcze Norwegów, a dwie ostatnie wygrane przez Brytyjczyków. Zwycięstwa okupiono jednak ciężkimi stratami, a poskutkowały one jedynie umożliwieniem wojskom lądowym odwrotu na północ Norwegii.
Nie powiodły się dwa główne niemieckie cele całej kampanii, czyli pojmanie króla Haakona VII, któremu udało się 29 kwietnia uciec wraz z księciem Olafem i całym rządem do Wielkiej Brytanii, i skradzenie złota ze Skarbca Królewskiego, które również zostało wywiezione z kraju. Dzięki temu Norwegia de facto nigdy się nie poddała i stała się członkiem koalicji antyhitlerowskiej.
1 maja nastąpiło wycofanie wojsk z Andalsnes, tym samym Niemcy zajęli całą południową Norwegię. Opór wciąż trwał, ale w momencie niemieckiego ataku na Francję 10 maja spadł do znaczenia czysto propagandowego. Morale aliantów podnosiły dramatyczna obrona Fortecy Hegra, która poddała się dopiero 5 maja oraz kontratak pod Narwikiem. Samodzielna Brygada Strzelców Podhalańskich pod dowództwem Zygmunta Bohusza-Szyszko wraz z wojskami norweskimi, brytyjskimi i francuskimi, odbiła miasto Narwik 28 maja. Umożliwiło to ewakuację wojsk alianckich z centralnej Norwegii i pozwoliło sprzymierzonym zachować prestiż.
10 czerwca 1940 roku Norwegia skapitulowała. Kampania norweska miała daleko idące konsekwencje, jak założenie we fiordach niemieckich baz U-Bootów, takich jak w Trondheim, które aż do wyzwolenia Norwegii mogły, wypływając stamtąd, terroryzować aliancką żeglugę na Atlantyku. Jednocześnie kampania ta nauczyła Niemców ostrożności w używaniu Kriegsmarine, która poniosła w tej operacji duże straty. Niemieckie zwycięstwo pozwoliło sterroryzować Szwecję i jej handel zagraniczny, a silny aliancki opór, zwłaszcza pod Narwikiem, był przełomem w karierze politycznej Winstona Churchilla, który 10 maja został premierem Wielkiej Brytanii.

### Kampania francuska

Wojska niemieckie w Paryżu

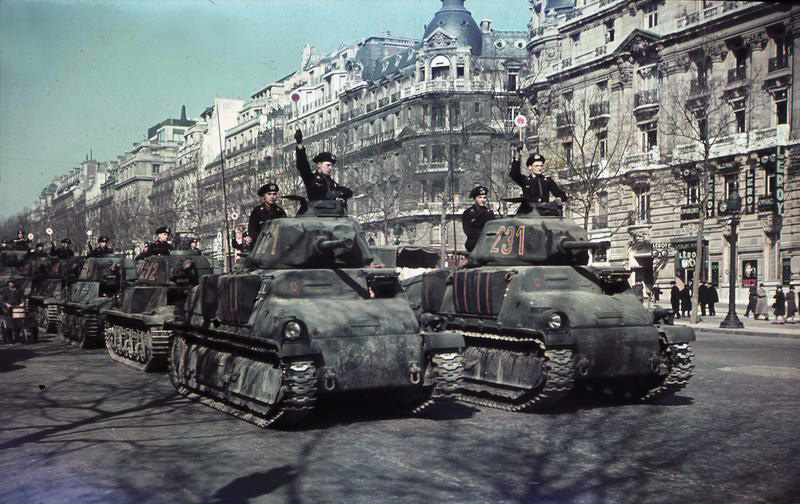
Parada wojsk niemieckich w Paryżu

10 maja 1940 roku Niemcy, oceniając, że problem norweski jest bliski rozwiązania, ruszyli na Zachód. Tego dnia zaatakowali jednocześnie Belgię, Holandię i Luksemburg. Jednocześnie rozpoczęła się kampania francuska. Z dniem tym zbiegła się abdykacja premiera Wielkiej Brytanii, Neville’a Chamberlaina. Stanowisko po nim objął były Pierwszy Lord Admiralicji, Winston Churchill.
Od pierwszego dnia kampania okazała się pasmem zwycięstw Niemców. W zamian za wysokie straty własne – ok. 300 samolotów – wypracowali sobie niemal całkowitą przewagę w powietrzu niszcząc francuskie lotnictwo na ziemi. Ta przewaga pozwoliła w ciągu następnych dni zapanować nad szlakami zaopatrzeniowymi, a tym samym dezorganizować tyły i ostrzeliwać wycofujące się wojska.
Tymczasem Brytyjczycy duże siły wysłali do Holandii, aby przeciwstawić się niemieckiej Grupie Armii B. Dzięki temu postępy wroga zostały zahamowane. Jednak 14 maja, po terrorystycznym nalocie na Rotterdam rząd holenderski podpisał akt kapitulacji.
Jednocześnie przez Ardeny ruszyła niemiecka pięść pancerna gen. Heinza Guderiana. Francuska 9 Armia stawiała bardzo słaby opór, opuściła góry właściwie bez walki. Żołnierze 7 Dywizji Pancernej gen. Erwina Rommla jako pierwsi przekroczyli Mozę. Francuzi przypuścili kontratak. Niemcy, przy silnym wsparciu z powietrza, utrzymali się na przyczółku.
Po zabezpieczeniu przyczółków na Mozie Niemcy mogli bez przeszkód ominąć linię Maginota i błyskawicznie nacierać ku zachodowi i północy. 19 maja zapadła decyzja o wycofaniu wojsk na Wyspy Brytyjskie. W dniach 22-24 maja toczyła się bitwa pancerna pod Arras, w której Francuzi użyli najlepszego sprzętu i doborowych oddziałów. Szalę zwycięstwa na korzyść Niemców przechylił Rommel używając armat przeciwlotniczych 88 mm jako dział przeciwpancernych. Dzięki tej bitwie zyskał sobie sławę, zarówno wśród swoich żołnierzy, jak i u nieprzyjaciela. Żołnierze Rommla jako pierwsi dotarli też do kanału La Manche i błyskawicznie, pomimo przewagi liczebnej i lepszego ustawienia wroga, zdobyli Cherbourg.
28 maja skapitulowała, po zajęciu całego jej terytorium przez wroga, Belgia. Bruksela, jako że ogłosiła się miastem otwartym, uniknęła zniszczeń. Wojska alianckie w północnej i wschodniej Francji zostały zmuszone do odwrotu na plaże Dunkierki. Ewakuacja rozpoczęła się 27 maja. Hitler zakazał pościgu pancernego na jeden dzień i pozostawił to zadanie Luftwaffe, co pozwoliło aliantom na wycofanie większej ilości wojsk. Dopiero dzień później Niemcy zaatakowali na lądzie. Dla osłony ewakuacji w lasach Dunkierki pozostawiono 40 000 żołnierzy alianckich, którzy wykonawszy swoje zadanie sami nie zdołali uciec i dostali się do niewoli. Po zakończeniu ewakuacji Winston Churchill podkreślił, że swoje symboliczne zwycięstwo odniósł tam RAF. Do Wielkiej Brytanii udało się ewakuować w ramach operacji Dynamo 338 000 żołnierzy.
Druga faza kampanii (operacja Fall Rot), rozpoczęła się 5 czerwca. Grupa Armii B ruszyła na Rouen, a potem zawróciła w stronę morza zamykając całą brytyjską dywizję w potrzasku. Von Kleist napotkał twardy opór Francuzów na swoim kierunku natarcia. Guderian zaś sukcesywnie parł na południe. Gdy 10 czerwca wojnę Francji wypowiedziały Włochy, wojska obsadzające linię Maginota zaczęły wycofywać się w kierunku Morza Śródziemnego, do tej części umocnień, która chroniła południową część kraju.
Mimo to na linii Maginota toczyły się krwawe walki. Około piętnastu większych starć Niemcy przegrali. Ich siły były rozdzielone, atakowali jednocześnie na południe, wschód i północny zachód (Bretania). Jednak 14 czerwca Paryż został zajęty bez walki jako miasto otwarte.
Włoska ofensywa, rozpoczęta 10 czerwca, była skromna i krótkotrwała, doprowadziła tylko do zajęcia niewielkich terenów na południowym wschodzie Francji, z jednym większym miastem – Niceą. Niemcy nadal nacierali, zdobywając ok. 150 km terenu dziennie. 17 czerwca Philippe Pétain, w dniu objęcia urzędu premiera Francji, publicznie wygłosił przemówienie, w którym uznał za konieczność poddanie się. 22 czerwca podpisane zostało separatystyczne zawieszenie broni. Na jego mocy pod okupację niemiecką dostała się cała Francja północna i mniejsza część centralnej, a także szeroki pas wybrzeża na zachodzie, aż do granicy z Hiszpanią. Prawie całe południe i centrum Francji były nieokupowane, a niewielkie tereny na południowym wschodzie zajęły Włochy. Alzacja i Lotaryngia zostały oficjalnie anektowane do III Rzeszy.

### Bitwa o Anglię

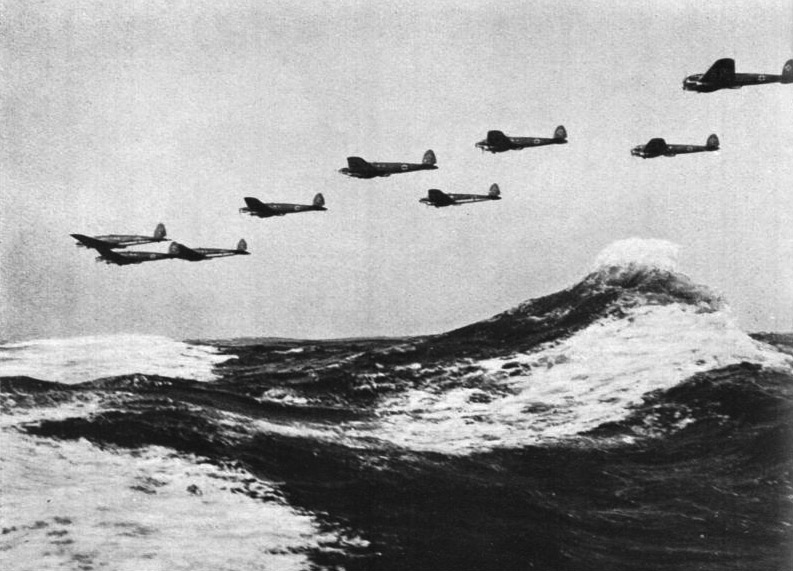
Bombowce Heinkel He 111 w drodze nad Anglię

Po zajęciu Francji, Niemcy uderzyli na Wielką Brytanię. Na szeroką skalę przygotowano plan desantu sił lądowych, lecz nigdy do niego nie doszło. Pomimo że armia brytyjska w ojczyźnie właściwie nie istniała, to niemiecka flota desantowa również była słabo rozwinięta. Aby inwazja się powiodła, potrzeba było całkowitej przewagi na morzu i w powietrzu. Tych nigdy nie osiągnięto.
Royal Navy była jedyną brytyjską formacją w tym czasie, która mogła przeciwstawić się swojemu niemieckiemu odpowiednikowi, czyli Kriegsmarine. Niemcy, wiedząc o tym, nie mogli posyłać w morze zbyt dużej liczby okrętów. Wobec tego ewentualny desant musiałby się odbyć bez osłony pancerników, czy niszczycieli. Wtedy za ubezpieczenie mogłaby służyć tylko Luftwaffe. Najpierw jednak niemieckie lotnictwo musiało wyeliminować RAF.
Pomimo znacznej przewagi liczebnej i częściowo technicznej nad RAF-em, Niemcy musieli przełożyć o miesiąc datę inwazji na Wielką Brytanię. Dowódca Luftwaffe, Hermann Göring, zdecydował się na wojnę na wyczerpanie. Postanowił nękać Brytyjczyków nalotami i stopniowo uszczuplać ich siły przy współpracy z Kriegsmarine, której wilcze stada terroryzowały Atlantyk zatapiając konwoje z zaopatrzeniem płynącym z USA. Niemcy postanowili pozostawić Wielką Brytanię bez zapasów wojskowych, jak i żywieniowych, by nie mogła się bronić.
Pierwszą fazą bitwy był tzw. bój o żeglugę. W sierpniu 1940 roku Brytyjczycy chcieli za wszelką cenę zatrzymać nieprzyjaciela na wybrzeżach Francji i zachować swoje panowanie na kanale La Manche. Luftwaffe stopniowo jednak spychała RAF w stronę Wielkiej Brytanii, zadając mu ciężkie straty. Niemiecka piechota wylądowała na Wyspach Normandzkich już 30 czerwca. Było to jedyne okupowane przez Niemców brytyjskie terytorium podczas II wojny światowej. Niemcy nie oddali tych wysp aż do dnia kapitulacji III Rzeszy.
Drugą fazą bitwy był bój o właściwe Wyspy Brytyjskie. Luftwaffe od połowy sierpnia intensywnie bombardowała cele wojskowe, głównie radary i lotniska. Zadawali Brytyjczykom tak ciężkie straty, że fabryki nie nadążały z produkcją samolotów. Bombardowania nie przynosiły jednak spodziewanych efektów. Dowódca RAF-u, Hugh Dowding, zastosował umiejętny system reperacji zniszczeń, a także dobrze wykorzystywał w boju radar, w porę podrywając myśliwce do walki. Sytuacja Brytyjczyków stawała się co prawda coraz cięższa, ale Niemcy płacili za to zbyt wysoką cenę w ludziach i samolotach. Pod koniec sierpnia Luftwaffe zmieniła taktykę, skupiając się na bombardowaniu fabryk. Brytyjskie straty stały się jeszcze dotkliwsze.
Przełomowym momentem bitwy był pierwszy w tej wojnie nalot na Berlin, wykonany w nocy z 25 na 26 sierpnia przez 9 bombowców. Jego skutki materialne były znikome, jednak efekt psychologiczny odwrócił wynik tej bitwy. Hitler osobiście nakazał Göringowi zarzucenie nalotów na cele wojskowe na rzecz bombardowania Londynu. Ten uległ. Rozpoczęła się trzecia faza bitwy. Odtąd Brytyjczycy ponosili straty głównie w ludności cywilnej i zabudowie stolicy. To pozwoliło fabrykom na odrobienie strat w szeregach RAF-u, na front trafiali lepsi, mający za sobą dłuższe szkolenie piloci. Niemcy ponosili coraz dotkliwsze straty. RAF powoli wypracowywał sobie przewagę. Dnia 15 września doszło do decydującego starcia, w którym Brytyjczycy zatrzymali niemiecką armadę powietrzną zajmującą 50 kilometrów kwadratowych nieba. Straty wojskowe malały, a w Londynie zadziałał umiejętny system przeciwdziałania skutkom nalotów, na który składało się np. zaciemnienie i wybudowanie podziemnych schronów dla cywilów. Dobrze spisywali się też obserwatorzy, obsługujący szperacze, i obrona przeciwlotnicza.
Ogromne zasługi w bitwie o Anglię mieli także Polacy. Dywizjon 303 był najskuteczniejszym alianckim dywizjonem tej kampanii i jednym z najlepszych w II wojnie światowej, który w samej bitwie o Anglię zestrzelił 126 niemieckich samolotów.
Od 15 września tempo niemieckich nalotów osłabło. RAF przywracał swoją siłę bojową z początku wojny, odpierając sporadyczne ataki. Z końcem września Brytyjczycy całkowicie panowali w powietrzu nad swoją ojczyzną. Dzień 31 października przez zachodnich historyków uważany jest za koniec bitwy o Anglię i tym samym pierwszego okresu istnienia frontu zachodniego. Jednak historycy niemieccy optują za wersją, jakoby kampania lotnicza nad Wielką Brytanią została wstrzymana dopiero 22 czerwca 1941 roku. Wtedy to Niemcy całkowicie zarzucili wszelkie loty nad Anglię na rzecz inwazji na ZSRR. Oznaczało to przyjęcie polityki, że Wielka Brytania padnie na skutek niemieckiego zwycięstwa nad Związkiem Radzieckim i dalszego zatapiania konwojów z zaopatrzeniem na Atlantyku. Tak się jednak nie stało.

### Działania marynarek wojennych
Równolegle z działaniami lądowymi na froncie zachodnim toczyła się również wojna na wodach przybrzeżnych Europy Zachodniej.
14 października 1939 roku do brytyjskiej bazy Royal Navy w Scapa Flow na Orkadach przedarł się niemiecki okręt podwodny U-16, który przekazał dane o obronności bazy. Tego samego dnia U-47 zatopił stary brytyjski pancernik HMS Royal Oak. 17 października 23 niemieckie samoloty zbombardowały bazę, uszkadzając jeden okręt liniowy. Ponadto na minach uszkodzeń doznały jeszcze dwie jednostki morskie. Atak był dla Brytyjczyków dotkliwym ciosem propagandowym – pokazał, jak słaba jest ich obrona przed tego typu wrogimi operacjami.
Najwięcej działań morskich w tamtym okresie przeprowadzono podczas ataku na Norwegię.
Marynarka brytyjska wzięła na swe barki cały ciężar ewakuacji aliantów z Dunkierki i przewiozła na Wyspy Brytyjskie 338 tysięcy alianckich żołnierzy. Poniosła przy tym straty 19 zniszczonych lub zatopionych okrętów.
Po zajęciu Francji przez Niemców działania na morzach Europy Zachodniej zostały praktycznie wstrzymane na rzecz bitwy o Atlantyk. Mimo to niemiecka Kriegsmarine przeprowadziła jeszcze jedną dużą operację morską, jaką było zaminowanie wschodnich wód przybrzeżnych Wielkiej Brytanii. Miny usunięto dopiero przed inwazją na Normandię.

## Działania zbrojne 1940–1944

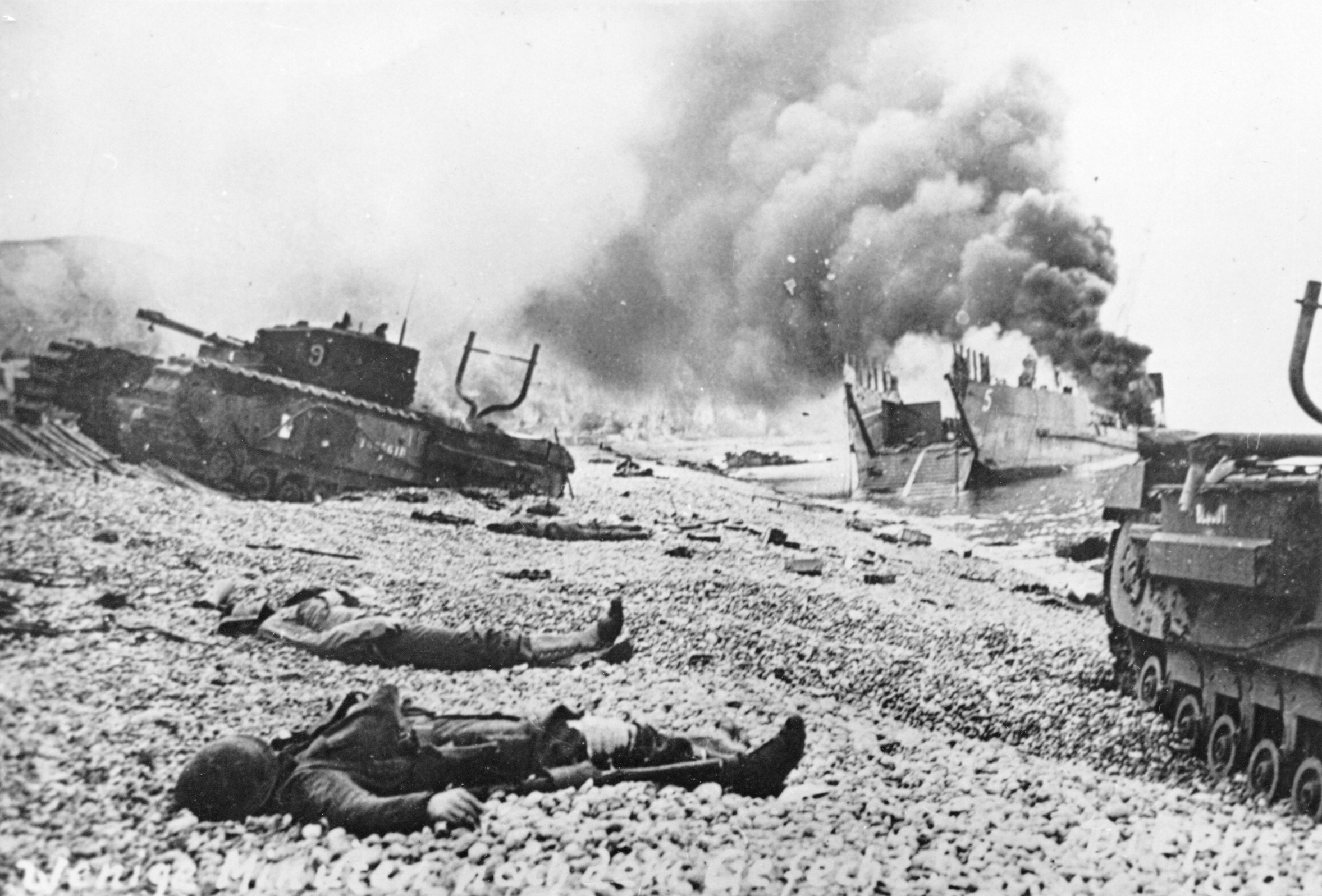
Zabity kanadyjski żołnierz i czołg Churchill na plaży w Dieppe

W okresie od 31 października 1940 roku do 5 czerwca 1944 roku front zachodni formalnie nie istniał, jednak na jego obszarze sporadycznie toczyły się walki.
Najczęstszymi starciami, jakie w tych latach miały miejsce w Europie zachodniej, są działania partyzanckie. Prym wiódł w nich francuski ruch oporu, który regularnie organizował akcje nękające, takie jak wysadzanie mostów, eliminowanie niemieckich oficerów, odbijanie zakładników itp., ale przede wszystkim małosabotażowe, czyli działania propagandowe w celu ośmieszenia okupanta. Sławę zdobył też holenderski ruch oporu, który pod okupacją zajmował się np. rozpowszechnianiem zakazanych, pomarańczowych symboli pod okupacją, zaś po dotarciu do Holandii aliantów, czynnie wspierał ofensywę. Wartym zauważenia jest także norweski ruch oporu, który brał udział w bitwie o ciężką wodę i przeszkodził Niemcom w ich badaniach nad rozszczepianiem atomów.
Drugimi najczęstszymi działaniami bojowymi pomiędzy dwoma okresami istnienia frontu zachodniego były akcje oddziałów Commando. Te eksperymentalne jednostki powstały latem 1940 roku, gdy brytyjskie dowództwo wyciągnęło wnioski z przyczyn porażki sił lądowych we Francji. Składały się one, tak jak wszystkie pozostałe tego typu jednostki, wyłącznie z ochotników, starannie wyszkolonych do wszelkiego rodzaju działań dywersyjnych i posługiwania się bronią każdego rodzaju, także zdobyczną. Komandosi przez całą wojnę przeprowadzili w Europie zachodniej około pięciu tysięcy akcji, z czego trzy tysiące w latach 1940–1944. Do największych akcji komandosów przeprowadzonych w latach 1940–1944, należą operacje Archery, Anklet, Claymore czy Biting.
Jedną z największych akcji komandosów w całej wojnie był Rajd na Saint-Nazaire. Przeprowadzony został 28 marca 1942 roku we francuskim doku Saint-Nazaire u delty Loary. 257 komandosów zniszczyło niemieckie instalacje na brzegu, a stary niszczyciel HMS „Cambeltown” wbił się we wrota doku i eksplodował, niszcząc je doszczętnie. Akcja zyskała sobie miano najbardziej błyskotliwego rajdu komandosów podczas II wojny światowej. Uwagę zwracają jednak ciężkie straty własne. 168 komandosów zginęło, 214 dostało się do niewoli, zniszczonych zostało, oprócz „Campbelltowna”, 14 brytyjskich okrętów. Zginęło także kilkudziesięciu francuskich cywilów w mieście Saint-Nazaire. Tylko pięciu komandosom udało się uciec przez okupowaną Francję, Hiszpanię i Gibraltar.
Jedyną regularną kampanią na froncie zachodnim w tych latach była ofensywa lotnicza 1941–1943. Był to okres ciężkich nalotów na terytoria okupowane przez III Rzeszę. Gdy w 1941 roku Niemcy ostatecznie zawiesili wszystkie loty bojowe nad Wielką Brytanię, Brytyjczycy przenieśli bliżej południowych i wschodnich wybrzeży Wysp Brytyjskich dywizjony bombowe i rozpoczęli bombardowania na wielką skalę. Ich ofiarami padały fabryki i inne obiekty przemysłowe w Rzeszy oraz największe miasta – Brytyjczycy mścili się za zniszczenie Londynu. RAF prowadził tę kampanię samodzielnie, aż przyłączyło się do niego lotnictwo amerykańskie, jakie przybyło do Wielkiej Brytanii wraz z siłami, które miały niebawem odtworzyć front zachodni. Dało to początek ofensywie lotniczej 1944–1945.
W latach 1940–1944 znacznie częściej niż bitwy na obszarze Europy Zachodniej rozgrywały się działania polityczne dotyczące losów tamtych rejonów. 10 maja 1941 roku został aresztowany jeden z najważniejszych ludzi w III Rzeszy, zastępca Hitlera Rudolf Hess, którego wyprawa miała na celu przeprowadzenie negocjacji z Wielką Brytanią, aby ta opowiedziała się przeciwko Związkowi Radzieckiemu i walczyła z nim u boku Niemców. Jednak jego Messerschmitt Bf 110 rozbił się nad Szkocją, a on wyskoczył na spadochronie, został pojmany i spędził resztę wojny w więzieniu Tower of London. Misja pokojowa nie powiodła się. Brytyjczycy odrzucili wszystkie propozycje Hessa, a że rozmawiali z nim tylko niscy rangą urzędnicy, Zjednoczone Królestwo nie było nawet zainteresowane negocjacjami. Hessa potraktowano jako jeńca wojennego, a Hitler na łamach niemieckiej prasy przekonywał, że jego były zastępca działał na własną rękę.
Działania były podejmowane także na morzu. W dniach 11 – 13 lutego 1942 roku w ramach operacji Cerberus niemieckie pancerniki Scharnhorst i Gneisenau oraz ciężki krążownik Prinz Eugen przedarły się przez kanał La Manche praktycznie bez strat. Sukces zawdzięczano sprawnemu przeprowadzeniu akcji, jak i przypadkowi, dzięki któremu Brytyjczycy zbyt późno zareagowali na niemieckie działania. Warta wspomnienia jest również operacja Wilfred, czyli brytyjskie plany zaminowania wód przybrzeżnych Norwegii.
Największą bitwą na obszarze frontu zachodniego, gdy ten formalnie nie istniał, był Rajd na Dieppe. Ta próba odtworzenia frontu już 19 sierpnia 1942 roku zakończyła się aliancką klęską. Po kilku godzinach walki zginęło lub dostało się do niewoli 3363 Kanadyjczyków, 247 brytyjskich żołnierzy sił lądowych, 550 marynarzy Royal Navy, 190 lotników RAF-u. Zniszczono też 33 czołgi, 106 samolotów i 1 niszczyciel. Alianci materialnie nie zyskali nic, ale zdobyli bezcenne doświadczenie. Zauważyli, że operacja na tak wielką skalę może odbyć się dopiero po zgromadzeniu wystarczających sił i dogłębnym zaplanowaniu każdego kroku. Rajd na Dieppe jest do dzisiaj elementarnym przykładem braku współpracy pomiędzy rodzajami wojsk. W 1944 roku wzięto pod uwagę wszystkie te czynniki podczas planowania kolejnej inwazji na okupowaną Francję.

## Działania zbrojne 1944–1945

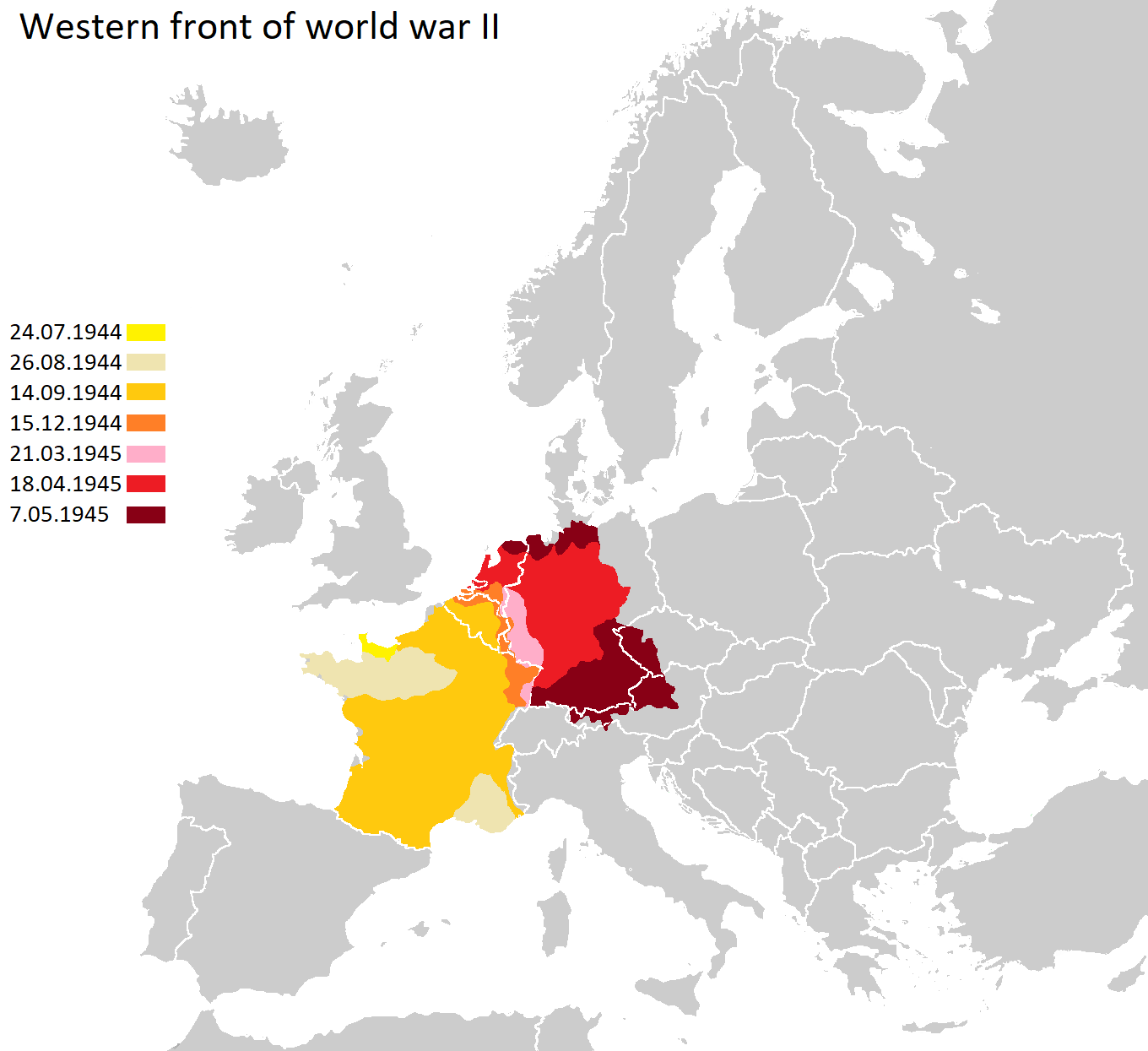
Zasięg zdobyczy aliantów w Europie Zachodniej w latach 1944–1945

### Lądowanie w Normandii
Przygotowania do inwazji na Kontynent alianci rozpoczęli na początku 1944 roku.
Planiści alianccy postanowili przenieść lądowanie z maja, na początek czerwca, gdyż meteorolodzy wtedy właśnie przewidzieli kilka czynników sprzyjających inwazji:
- przypływ, który pomógł desantowi z morza;
- pełnię księżyca i praktycznie brak wiatru, co ułatwiło nocne lądowanie spadochroniarzom;
- bezchmurną pogodę;
- brak mgły o poranku[u], co umożliwiało wczesne wezwanie wsparcia z powietrza.

Po dłuższych badaniach wybrano 5 dzień tegoż miesiąca. Meteorolodzy jednak zawiedli. 5 czerwca kanał La Manche nawiedziły gwałtowne sztormy. naczelny Dowódca Sił Inwazyjnych, generał Dwight Eisenhower, przesunął inwazję na 6 czerwca.
Od bezpośrednich działań przy lądowaniu został odsunięty generał George Patton, co stanowiło karę za niesubordynację na Sycylii. Dowódca ten został przesunięty do oddziałów FUSAG. Ta grupa armii-widmo była obok 14 i 4 armii jedną z fikcyjnych jednostek mających w ramach operacji Fortitude przekonać Niemców, że inwazja nastąpi w Norwegii lub w Pas-de-Calais, leżącym w pasie wybrzeża najbliższym Wielkiej Brytanii. Był to główny akt szeroko zakrojonej akcji dezinformacyjnej, której celem było zmylenie Niemców, jak i przekonanie o nieistniejącej w rzeczywistości potędze ich wywiadu poprzez umyślne przecieki radiowe. Działania dezinformacyjne uznaje się za bezapelacyjny sukces aliantów, bowiem Niemcy przesunęli do Norwegii znaczne siły, osłabiając obronę Calvadosu, gdzie dokonano inwazji.
Ważnym elementem przygotowań do inwazji była ofensywa lotnicza 1944–1945. Rozpoczęła się na początku 1944 roku. Dokonywane w jej ramach intensywne bombardowania Niemiec przyczyniły się do osłabienia przemysłu zbrojeniowego III Rzeszy, ale przede wszystkim zmusiły Luftwaffe do wycofania się na macierzystą ziemię. Sprawiło to, że niemieckie lotnictwo we Francji było bardzo mało liczne i nie miało szans na odparcie inwazji. Ofensywa lotnicza trwała prawie do końca wojny. W jej ramach bombardowano fabryki, składy amunicji, bazy wojskowe na terenie III Rzeszy i państw okupowanych, a przede wszystkim niemieckie miasta. Prowadzące ofensywę USAAF i RAF ponosiły duże straty. Oblicza się, że na jeden zestrzelony niemiecki myśliwiec przepadało pięć alianckich bombowców.

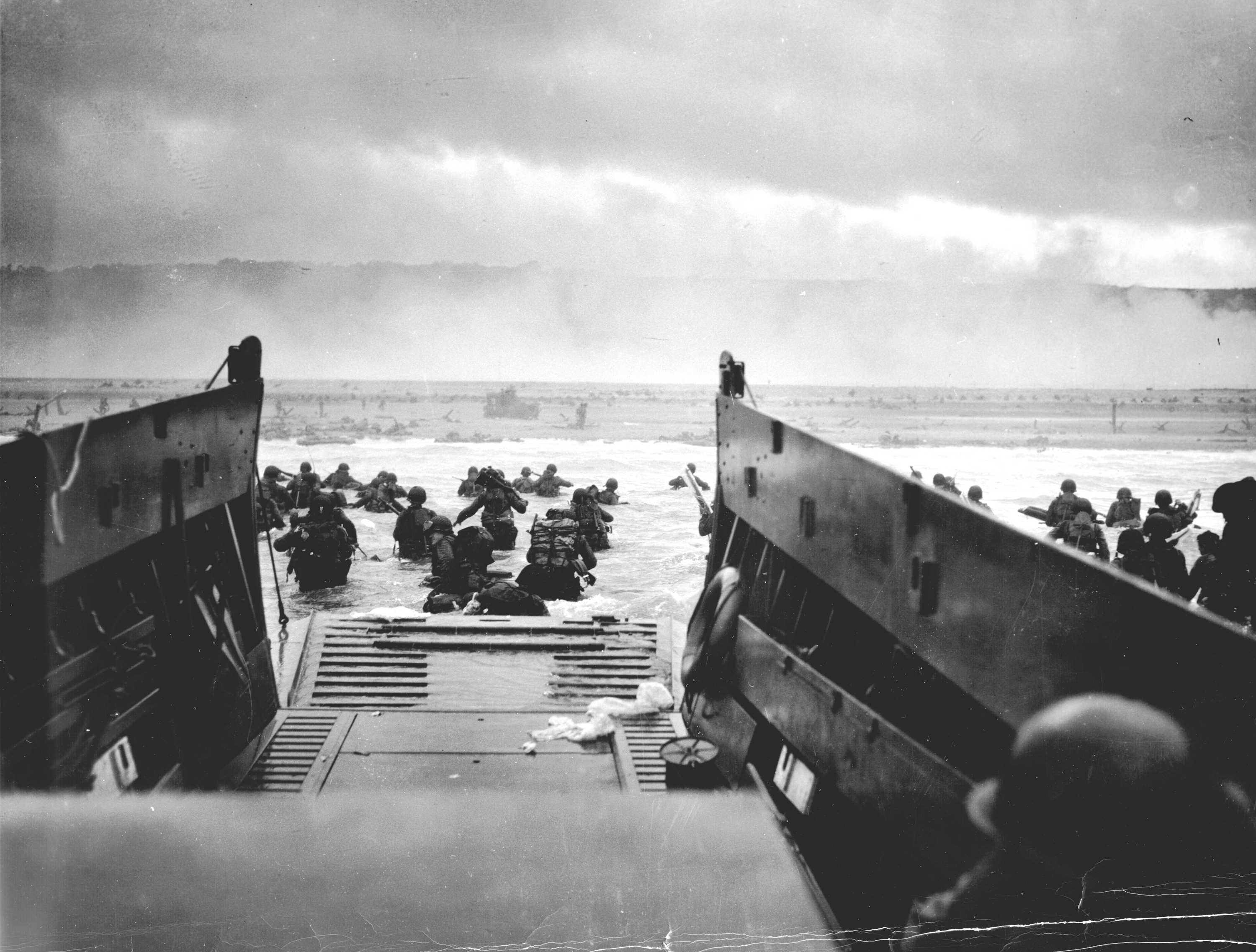
Lądowanie w Normandii, plaża Omaha

W nocy z 5 na 6 czerwca zrzucono nad Normandią w ramach operacji Chicago 82. i 101. Dywizję Powietrznodesantową. Najważniejszym celem było miasteczko Sainte-Mère-Eglise, przez które przebiegała jedna z najważniejszych autostrad półwyspu i tym samym niemieckich szlaków zaopatrzeniowych. Podczas zrzutu panowały bardzo złe warunki – część samolotów została zestrzelona, a spadochroniarze w środku spłonęli żywcem. Transportowce leciały za szybko i za nisko, a piloci nie potrafili odnaleźć zrzutowisk. Spadochroniarze lądowali kilometry od swoich celów, dwie dywizje spadochronowe całkowicie się wymieszały. Straty sięgały pięćdziesięciu procent składu obu dywizji.
Tej samej nocy odbyła się operacja Tonga – zrzut brytyjskiej 6 Dywizji Powietrznodesantowej. Kluczowym elementem tej operacji był desant szybowcowy w okolicy Mostu Pegaza na rzece Orne. Most i jego okolice zostały zdobyte w pół godziny minimalnymi stratami, wynoszącymi 2 zabitych i 10 rannych.
Spadochroniarze z 82 DPD wyzwolili Sainte-Mère-Eglise jeszcze przed świtem, jako pierwsze europejskie miasto na odtworzonym froncie zachodnim. Później utrzymali miejscowość aż do nadejścia posiłków z plaż.
6 czerwca, w dniu okrzykniętym jako D-Day, odbył się desant na pięciu plażach w Normandii. Amerykanie wylądowali na Omaha i Utah, wojska brytyjskie na Sword i Gold, a Kanadyjczycy zajęli plażę Juno. Poza tym na klifie Pointe du Hoc desantował się 2. Batalion Rangers, który uciszył baterię dział 105 mm.
Ze zdobytych przyczółków na plażach wyruszyła ofensywa, która jeszcze tego samego dnia połączyła się z większością oddziałów spadochronowych zrzuconych w nocy kilkanaście kilometrów dalej.
Jedyną większą bitwą morską stoczoną bezpośrednio po lądowaniu w Normandii była bitwa pod Ushant. W dniach 8-9 czerwca Niemcy wysłali do odparcia inwazji wszystkie siły Kriegsmarine w rejonie. Połączona flota brytyjsko-kanadyjsko-polska odparła wszystkie ataki zatapiając dwa niemieckie niszczyciele i uszkadzając jeden.

### We Francji

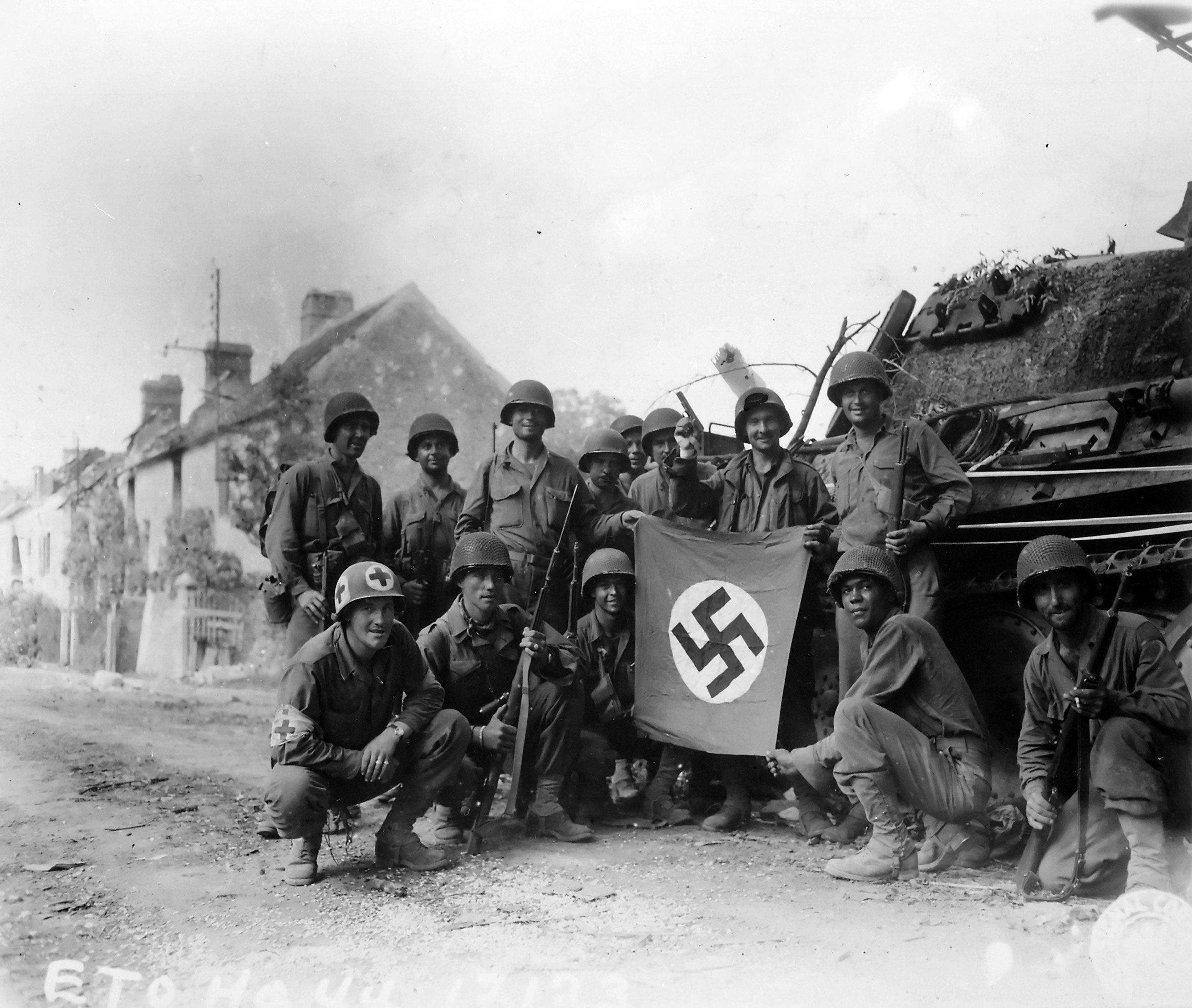
Amerykańscy żołnierze prezentują zdobytą swastykę po zwycięstwie pod Falaise, sierpień 1944 roku

Z plaż zajętych przez Brytyjczyków Montgomery wyruszył na Caen, do którego dotarł już po dwóch dniach, lecz tam napotkał twardy opór 12 Dywizji SS i chwilowo wstrzymał bitwę. Zaczął dążyć do całkowitego okrążenia miasta, co nie było łatwe m.in. przez silnie bronione wzgórze 112. Brytyjskie szlaki zaopatrzeniowe były wielokrotnie przerywane, np. w Villers-Bocage.
101. DPD ruszyła na północny zachód. Jej głównym celem było miasto Carentan. Na drodze do niego stało Saint-Côme-du-Mont, zajęte 11 czerwca. Dzień później spadochroniarze zajęli Carentan. 13 czerwca Niemcy przypuścili na miasto kontratak, który został odparty na wzgórzu 30 na obrzeżach miasta. Ostateczny atak odparto na wzgórzu 30. Po walkach w Normandii 101. DPD została wycofana do Wielkiej Brytanii jako pierwsza aliancka dywizja. 82 DPD zatrzymano zaś na froncie, i nakazano iść dalej na północ półwyspu Cotentin i oczyścić drogę siłom mającym zaatakować Cherbourg. Miasto zostało wyzwolone 30 czerwca po tygodniu zażartych walk. Port w tym mieście, choć zniszczony przez niemieckich saperów i przywrócony do działalności dopiero po sześciu tygodniach, stał się jednym z głównych miejsc, do których przybywało zaopatrzenie dla wojsk alianckich walczących we Francji, aż do zdobycia Antwerpii.
Po wyzwoleniu Cherbourga ofensywa skierowała się na południe. 9 lipca Montgomery wreszcie wyzwolił Caen – miesiąc po planowanym terminie. Na drodze do Paryża stała jednak ciężka do przebycia przeszkoda – wysokie na kilka metrów żywopłoty. Alianccy żołnierze nie byli szkoleni do walki w takich warunkach, w przeciwieństwie do niemieckich. Naturalna bariera zmniejszyła postępy aliantów do około kilometra dziennie i drastycznie podwyższyła straty własne. Słabo opancerzone i posiadające niezbyt silne działa Shermany straciły z powodu braku mobilności tamtejszego pola walki swój ostatni atut, jakim była duża prędkość maksymalna. Starsi żołnierze często porównywali walki wśród żywopłotów z I wojną światową.
Montgomery wobec patu na froncie zdecydował się na realizację planu pod kryptonimem Goodwood. Był to nalot przy użyciu ponad 7 tysięcy ton bomb skoordynowany z natarciem pancernym i szturmem piechoty. Operacja, przeprowadzona w dniach 18-21 lipca 1944 roku, okazała się pyrrusowym zwycięstwem. Zmarnowano jednorazowo najwięcej od początku wojny środków bojowych, stracono 400 czołgów, a straty w ludziach wynosiły ok. 2600 zabitych. Taka cena pozwoliła przesunąć front o zaledwie 11 kilometrów. 25 lipca miała miejsce podobna operacja pod kryptonimem Cobra, przeprowadzona przez siły amerykańskie. Pozwoliła przedrzeć się przez żywopłoty i w efekcie umożliwiła okrążenie niemieckiej 7 Armii pod Falaise.

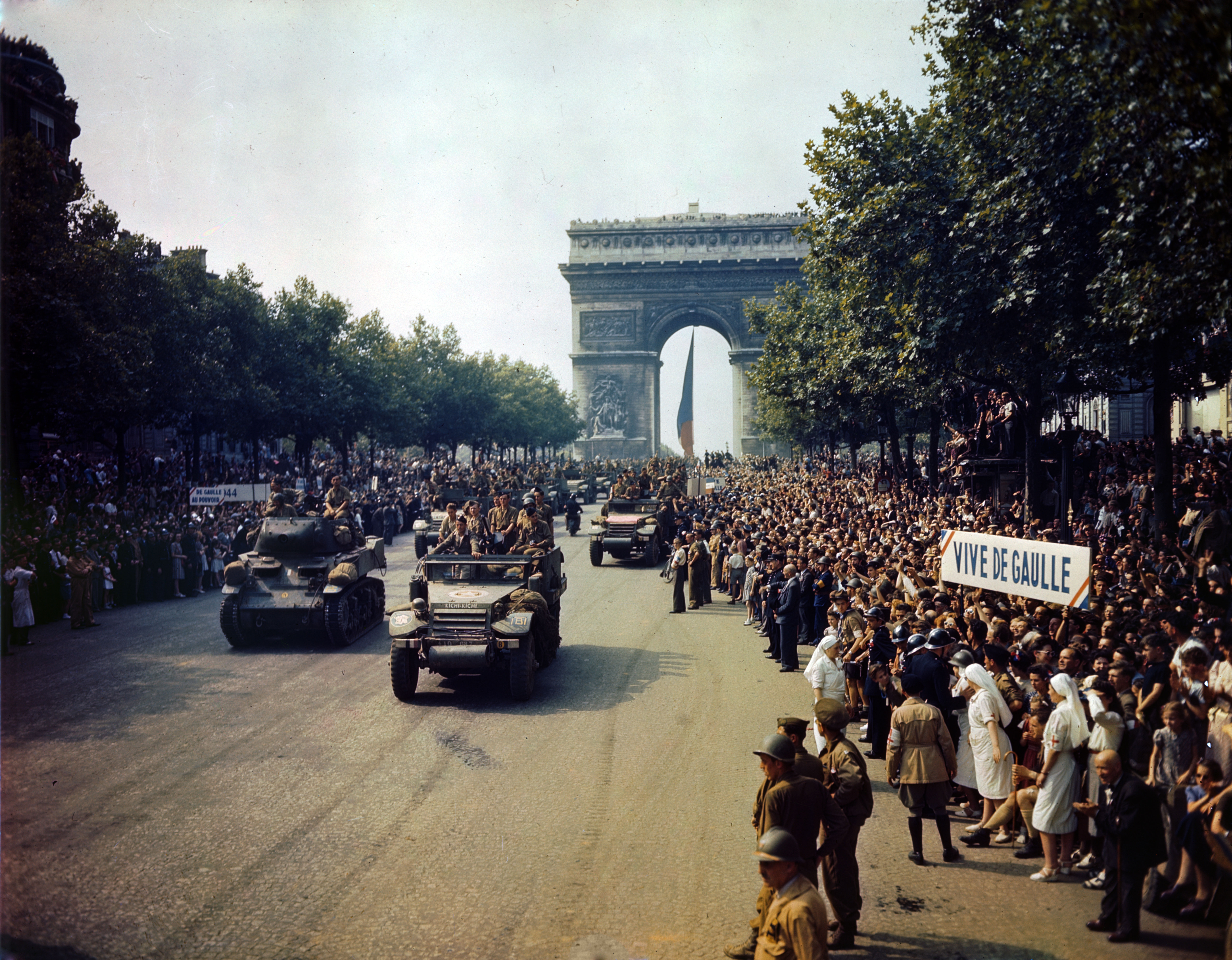
Defilada na Polach Eilizejskich po wyzwoleniu Paryża

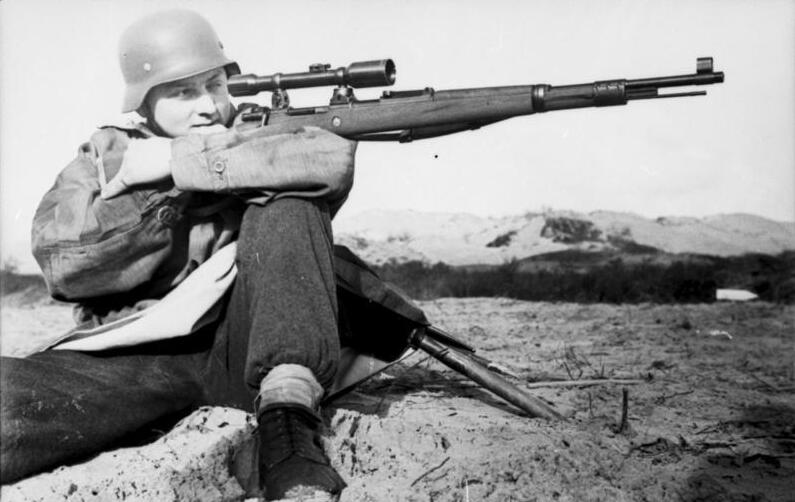
Niemiecki snajper podczas walk we Francji lub Belgii w 1944 roku

Dopiero 18 lipca amerykańska 29 Dywizja Piechoty wyzwoliła Saint-Lô. Stało się to po kilkunastu nieudanych próbach, podczas których Niemcom pomogły warunki meteorologiczne. Na skutek gęstego deszczu amerykańskie pojazdy zatrzymywały się w błocie. Dopiero 17 lipca, gdy pogoda się poprawiła, rozpoczął się ostateczny atak, zakończony rankiem 18 lipca.
Przełamawszy główny pas niemieckiej obrony alianci ruszyli dalej. Wojska amerykańsko-brytyjsko-kanadyjsko-polskie dotarły do Falaise 7 sierpnia i zamknęły niemiecką 7 Armię w potężnym kotle, który nazwano normandzkim Stalingradem. Okrążenie było jednak nieszczelne i zostało całkowicie zamknięte dopiero 19 sierpnia pod Chambois. Ta sytuacja była pierwszym w historii spotkaniem wojsk amerykańskich i polskich na polu bitwy, kiedy to podali sobie dłonie kapitan Laughin Waters i major Władysław Zgorzelski.
Niemcy mimo zamknięcia okrążenia przedzierali się z kotła dużymi grupami. Polscy żołnierze prawie zostali zmasakrowani przez napierające na nich kilkanaście dywizji. Ostatecznie siedem dywizji niemieckich uległo zagładzie, kolejnych siedem wycofało się w szkieletowym składzie. Bitwa skończyła się 22 sierpnia razem z osiemdziesięciojednodniową kampanią normandzką.
George Patton, dowódca 3 Armii USA, rozpoczął wtedy błyskawiczny marsz przez Normandię. Jego strategia to blitzkrieg dostosowany do amerykańskich realiów. Czołgiści na pierwszej linii ataku przekazywali informację o umocnionym wrogu lotnikom. Samoloty niszczyły najważniejsze cele, czołgi unieszkodliwiały większą część nieprzyjacielskich wojsk, a piechota zajmowała się niedobitkami. Taki plan bojowy pozwalał w ciągu kilku godzin zajmować 30-50 kilometrów. Marsz Pattona powstrzymał Eisenhower tuż przed Paryżem, aby pozwolić francuskiemu sojusznikowi samodzielnie wyzwolić swoją stolicę. 25 sierpnia miasto zostało zajęte w naprędce zorganizowanym powstaniu. Brały w nim udział nieregularne oddziały ruchu oporu dowodzone przez Marie Kœniga, francuska 2 Dywizja Pancerna Philippe Leclerca i w ostatniej fazie także wojska amerykańskie. Następnego dnia przez miasto przemaszerowała defilada amerykańsko-francuska, na którą przyjechali przywódcy państw alianckich i znane osobistości, takie jak Ernest Hemingway, który sam brał udział w wyzwalaniu miasta.
Po wyzwoleniu Paryża armia Pattona szła przez Francję we wszystkich kierunkach. 6 Grupa Armii generała Jacoba Deversa, wylądowała na południu kraju 15 sierpnia w ramach operacji Dragoon i toczyła kampanię szampańską, jak nazwali ją żołnierze amerykańscy ze względu na praktyczny brak oporu ze strony Niemców. Największe miasto południowej Francji, Marsylia, zostało wyzwolone bez walki 28 sierpnia. Dotarłszy do granicy z Włochami, 6 Grupa Armii nie przekroczyła jej do końca wojny, zgodnie z wyznaczonymi sektorami dla grup armii. Ciężkie walki toczyły się zaś na północy, zwłaszcza w Bretanii, gdzie niemiecka 2 Dywizja Spadochronowa generała Ramckego broniła się przez trzydzieści dziewięć dni, do 18 września 1944 roku.
Po zajęciu Bretanii główne siły aliantów mogły uderzyć na wschód. Ofensywa utknęła jednak w Lotaryngii na skutek braków w zaopatrzeniu. Aby kontynuować ofensywę potrzeba było portu w Antwerpii. Ponadto nawet z wystarczającym zaopatrzeniem alianci nie byliby w stanie przebyć linii Zygfryda. Linia ta, zwana też Wałem Zachodnim, stanowiła sześciuset kilometrowy pas stałych umocnień na granicy III Rzeszy z Belgią, Luksemburgiem i Francją. Złożona była z dwunastu tysięcy żelbetonowych bunkrów, pól minowych i zasieków. We wrześniu 1944 prawie na całej jej długości stały już wojska alianckie, jednak nie były w stanie przesunąć frontu choć o kilometr. 16 września pierwszy raz wojska alianckie weszły na teren III Rzeszy. Rozpoczęła się trzymiesięczna bitwa o las Hürtgen. Była to najdłuższa oraz najbardziej kosztowna bitwa w historii Stanów Zjednoczonych. Do końca bitwy zginęły 22 tysiące żołnierzy. Była to ofiara daremna. Bitwa pozostała nierozstrzygnięta. Po porażce w Ardenach Niemcy wycofali się z lasu Hürtgen, pozostawiając jedynie dla osłony odwrotu pewne siły na linii Zygfryda. Jej ostateczne zdobycie nie miało żadnego znaczenia strategicznego.
W tym czasie wojska brytyjskie poruszające się wzdłuż kanału La Manche w tempie niewiele szybszym od tego znanego z I wojny światowej – co pokazywało różnicę w nowoczesności techniki walki poszczególnych państw alianckich – wyzwoliły m.in. Dieppe i Calais. Tym samym cała Francja została wyzwolona.

### W Belgii i w Holandii

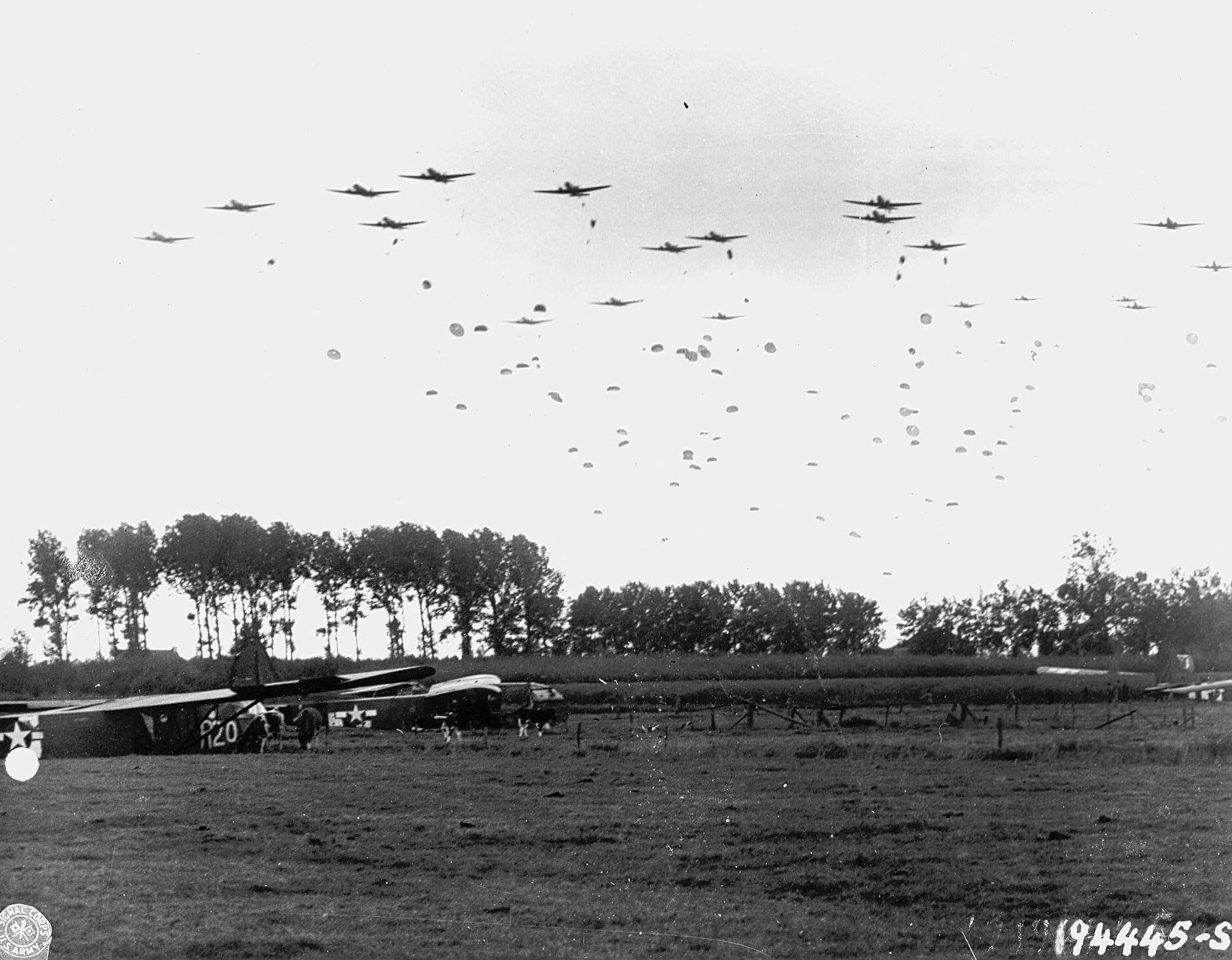
Lądowanie amerykańskiej 82 Dywizji Powietrznodesantowej pod Grave w czasie operacji Market Garden

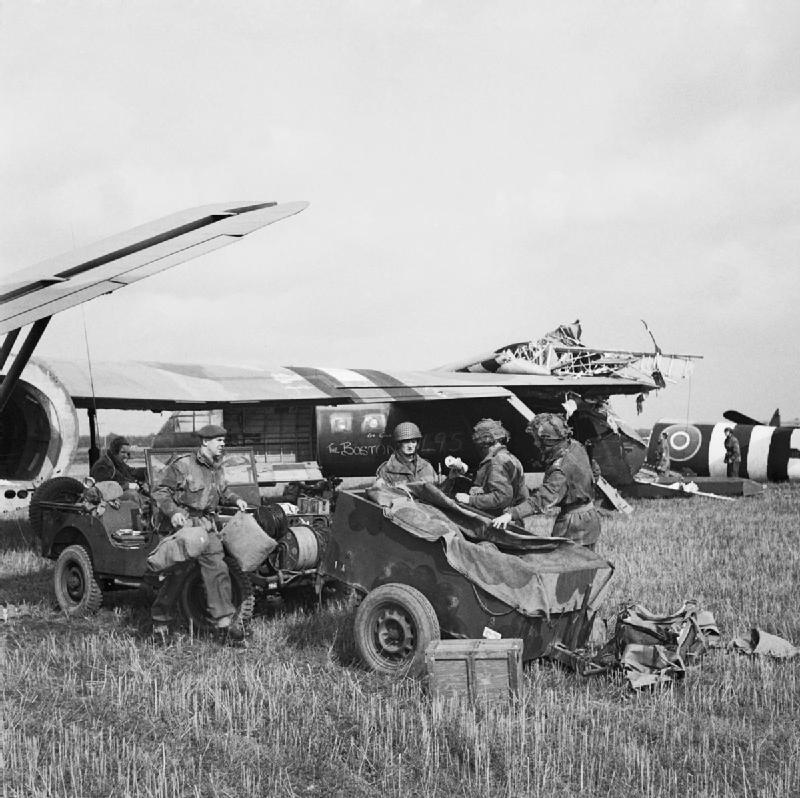
Brytyjskie szybowce wojskowe po wylądowaniu

W połowie września 1944 roku prawie cała Belgia i Holandia były pod kontrolą aliantów. Linia Zygfryda stanowiła nadal mocny punkt umocnień, który trudno było przebyć słabo zaopatrzonymi oddziałami na południu frontu. Dowództwo opracowało plan Market Garden, który zużywał sporo środków, ale pozwalał zakończyć wojnę do końca 1944 roku, po błyskawicznym przeniesieniu walk w centrum Niemiec. Wybierając ten plan, Eisenhower odrzucił natarcie Kanadyjczyków na Antwerpię, która i tak została zdobyta, ale bez przyboczności, czyli ujścia Skaldy, dlatego port przez kilka miesięcy pozostał bezużyteczny. Drugą zarzuconą operacją było natarcie Pattona na południe od Ardenów i sforsowanie Renu w tamtych okolicach.
Operacja Market Garden miała na celu ujęcie przez spadochroniarzy mostów na rzekach Waal, Moza i Ren. Akcja rozpoczęła się 17 września. Amerykańska 101. Dywizja Powietrznodesantowa nie uchwyciła przed wysadzeniem mostów w Eindhoven, Son i Grave, lecz udało się szybko wybudować tam przeprawy pontonowe. 82. Dywizja Powietrznodesantowa po ciężkich walkach zabezpieczyła jedyny nienaruszony most w Nijmegen i obroniła go aż do przybycia czołgów Pancernej Gwardii Irlandzkiej. Jednak główny cel, postawiony przed brytyjską 1. Dywizją Powietrznodesantową, później wspartą przez polską 1 Samodzielną Brygadę Spadochronową, czyli most na Górnym Renie w Arnhem, nie został osiągnięty. Po ujęciu tylko północnego brzegu mostu dywizja została okrążona. Z ciężkimi stratami siły brytyjskie i polskie wycofały się 27 września.
21 października zdobyty został leżący blisko belgijskiej i holenderskiej granicy Akwizgran, pierwsze niemieckie miasto zajęte przez aliantów w 1944 roku.
Z początkiem listopada zakończyło się wypieranie Niemców z ujścia Skaldy, którzy blokowali wejście do portu w Antwerpii, zajętej 4 września przez Kanadyjczyków. Dopiero 29 listopada oczyszczono linię brzegową z min i pierwszy okręt z zaopatrzeniem wszedł do portu, co ustabilizowało sytuację zaopatrzeniową aliantów.
16 grudnia 1944 roku rozpoczęła się ofensywa w Ardenach, uważana za ostatnią niemiecką ofensywę II wojny światowej. Początkowa faza ofensywy odnosiła duże sukcesy dzięki efektowi zaskoczenia. Rozciągnięte na dużą odległość, słabo obsadzone i okopane linie obronne padały po kilku minutach walki. W grudniu 1944 roku niemal wszystkie obozy jenieckie w zachodnich Niemczech były przepełnione.

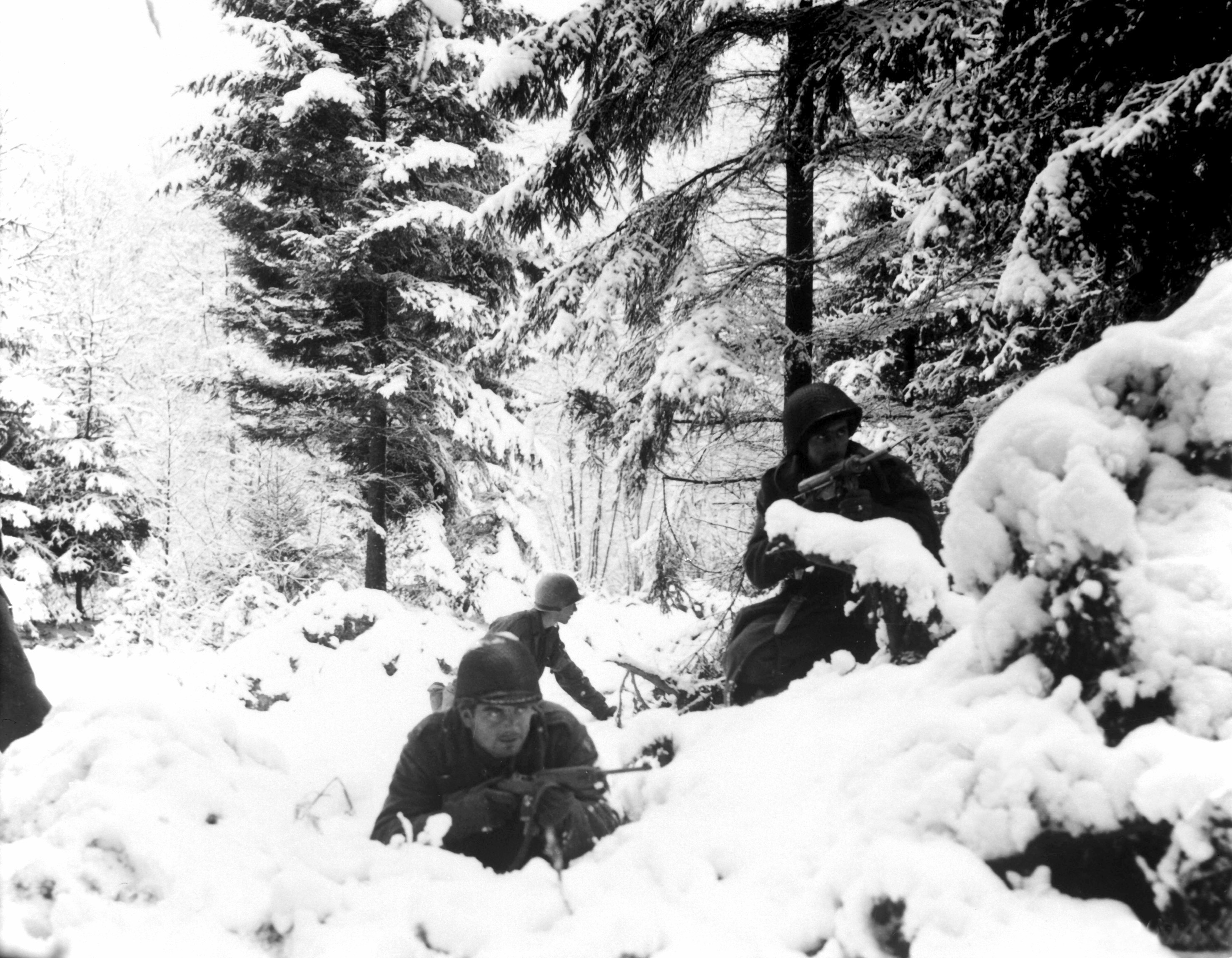
Amerykańscy żołnierze na pozycjach obronnych w Ardenach

Niemcy napotkali problem w miasteczku Sankt Vith, które zdobyli z trzydniowym opóźnieniem, 20 grudnia, a pobliskie skrzyżowanie, na które wycofały się główne siły, dopiero 23 dnia tego miesiąca. Niebagatelne znaczenie dla odparcia ofensywy miała siedmiodniowa obrona Bastogne, podczas której Amerykanie blokowali główny węzeł drogowy w Ardenach. Tracony w ten sposób przez Niemców czas pozwolił Brytyjczykom pod Dinant umocnić się i ostatecznie odeprzeć wroga.
1 stycznia 1945 roku ruszyła kontrofensywa sprzymierzonych w Ardenach. Aby szybko odzyskać utracone tereny, Amerykanie zaatakowali od południa, Brytyjczycy od północy, jednak ci drudzy dopiero 3 stycznia, co pozwoliło dużym siłom niemieckim wyrwać się z zaciskającego się okrążenia. Wojska aliantów spotkały się w miasteczku Houffalize. 7 stycznia Niemcy wycofali się, w Ardenach pozostali tylko maruderzy. Alianci ruszyli na wschód, aby odzyskać utracone tereny. 15 stycznia jest uważany za koniec bitwy ardeńskiej, jednak tereny wyzwolone we wrześniu znalazły się ponownie w rękach sprzymierzonych dopiero na przełomie stycznia i lutego. Wtedy też alianci wkroczyli do Niemiec północną częścią zachodniej granicy.
Gdy losy ofensywy w Ardenach były już przesądzone, Niemcy postanowili zaatakować Alzację w ramach operacji Nordwind, aby odciążyć walką jednostki walczące w Ardenach i umożliwić im wyrwanie się z okrążenia. Głównym celem operacji było odbicie położonego na równinie Strasburga. Eisenhower uważał, że należy wycofać się na położone na zachód od miasta wzgórza, ponieważ wtedy Niemcy będą na straconej pozycji. Charles de Gaulle bał się jednak zemsty gestapo na mieszkańcach miasta oraz utraty prestiżu Francji i nie pozwolił na odwrót. Strasburg został obroniony. Operacja Nordwind zakończyła się 21 stycznia niepowodzeniem Niemców.

### W Niemczech

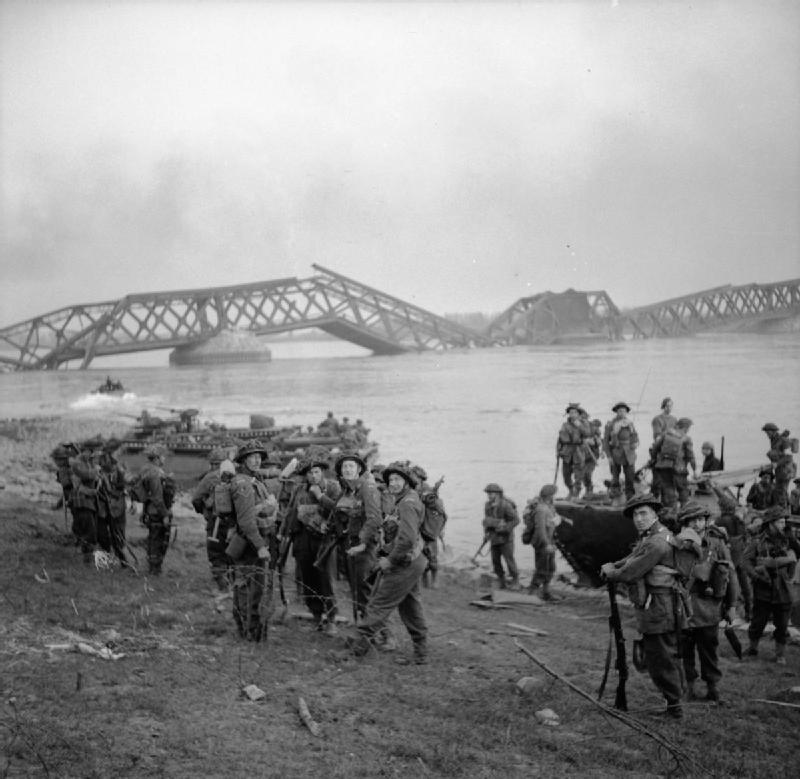
Przeprawa piechoty brytyjskiej przez Ren pod Wesel, 24 marca 1945

Na początku lutego Amerykanie wkroczyli do Nadrenii. Tę stosunkowo dużą krainę geograficzną zajęli w ciągu miesiąca. Niemcy na całkowicie płaskim terenie stracili swój ostatni atut – możliwość rozmieszczenia na wzgórzach armat 88mm, które, nawet w pojedynkę, zadawały aliantom duże straty w górzystej Normandii. Nadrenia była broniona głównie piechotą, niemieckie siły pancerne i lotnictwo właściwie już nie istniały. Większość Nadrenii została opanowana do końca lutego, jednak Kolonia poddała się dopiero 6 marca.
13 lutego USAAF i RAF przeprowadziły kontrowersyjny nalot na Drezno, który zrujnował miasto i zabił 25 000 ludzi, głównie cywilów. Nalot jest różnie oceniany, jednak uznaniu go za terroryzm przeczy istnienie na terenie miasta kilku fabryk sprzętu wojskowego.
Bombardowanie Drezna było jednym z ostatnich aktów ofensywy lotniczej 1944–1945. Odtąd aliantom zaczęło brakować celów do bombardowania. Berlin został odstąpiony radzieckiemu lotnictwu, Zagłębie Ruhry było już w zasięgu amerykańskich i brytyjskich wojsk lądowych. Wszystkie niemieckie miasta powyżej stu tysięcy mieszkańców były zrujnowane. W marcu i kwietniu 1945, wskutek słabnącego niemieckiego oporu, loty bombowe stawały się coraz rzadsze. Na początku maja ofensywa lotnicza wygasła.
Na początku marca Niemcy wysadzali wszystkie mosty na rzece tuż przed dotarciem tam nieprzyjaciela. Przetrwał jednak most kolejowy w Remagen. Nie ustalono do dzisiaj, czy przeprawa nie została zniszczona dzięki wadliwości ładunków wybuchowych, czy też grupa polskich i radzieckich jeńców wcielonych siłą do Wehrmachtu przeprowadziła sabotaż. 9. Dywizja Pancerna zdobyła most 7 marca i przeszła na drugą stronę, stając się pierwszym alianckim oddziałem na wschodnim brzegu Renu. Niemcy usiłowali odbić most, lecz gdy to okazało się niemożliwe – jego zachodni brzeg był niezwykle silnie obsadzony – postanowili go zniszczyć ostrzałami artyleryjskimi i nalotami przy użyciu m.in. bombowców odrzutowych Arado Ar 234. 17 marca most zawalił się na skutek wstrząsów od bomb spadających pobliżu. Przyczółek po drugiej stronie był już jednak na tyle silny, że wytrzymał wszystkie kontrataki wroga, aż dotarły do niego oddziały generała Pattona.
22 marca 3 Armia USA przekroczyła Ren na moście pontonowym koło Oppenheim. Tam Patton, aby podkreślić rozmiar sukcesu, oddał mocz do Renu. Dwa dni później Brytyjczycy dokonali swojej przeprawy w okolicach Wesel.
Dzień przeprawy jest uważany przez większość historyków za ostateczne przypieczętowanie losu III Rzeszy.
Skład wojsk aliantów zachodnich w ostatniej ofensywie w marcu 1945 roku wyglądał następująco:
- Dowódca Naczelnego Dowództwa Sił Ekspedycyjnych – gen. Dwight Eisenhower
- 1 Aliancka Armia Powietrznodesantowa – gen. Lewis Brereton
  -  I Korpus Powietrznodesantowy – gen. Richard Gale
  -  XVIII Korpus Powietrznodesantowy – gen. Matthew Ridgway
- 6 Grupa Armii – gen. Jacob Devers
  -  1 Armia – gen. Jean de Lattre de Tassigny
    - I Korpus – gen. Antoine Béthouart
    - II Korpus – gen. Joseph de Goislard de Monsabert

  -  7 Armia – gen. Alexander Patch
    - VI Korpus – gen. Edward Brooks
    - XV Korpus – gen. Wade Haislip

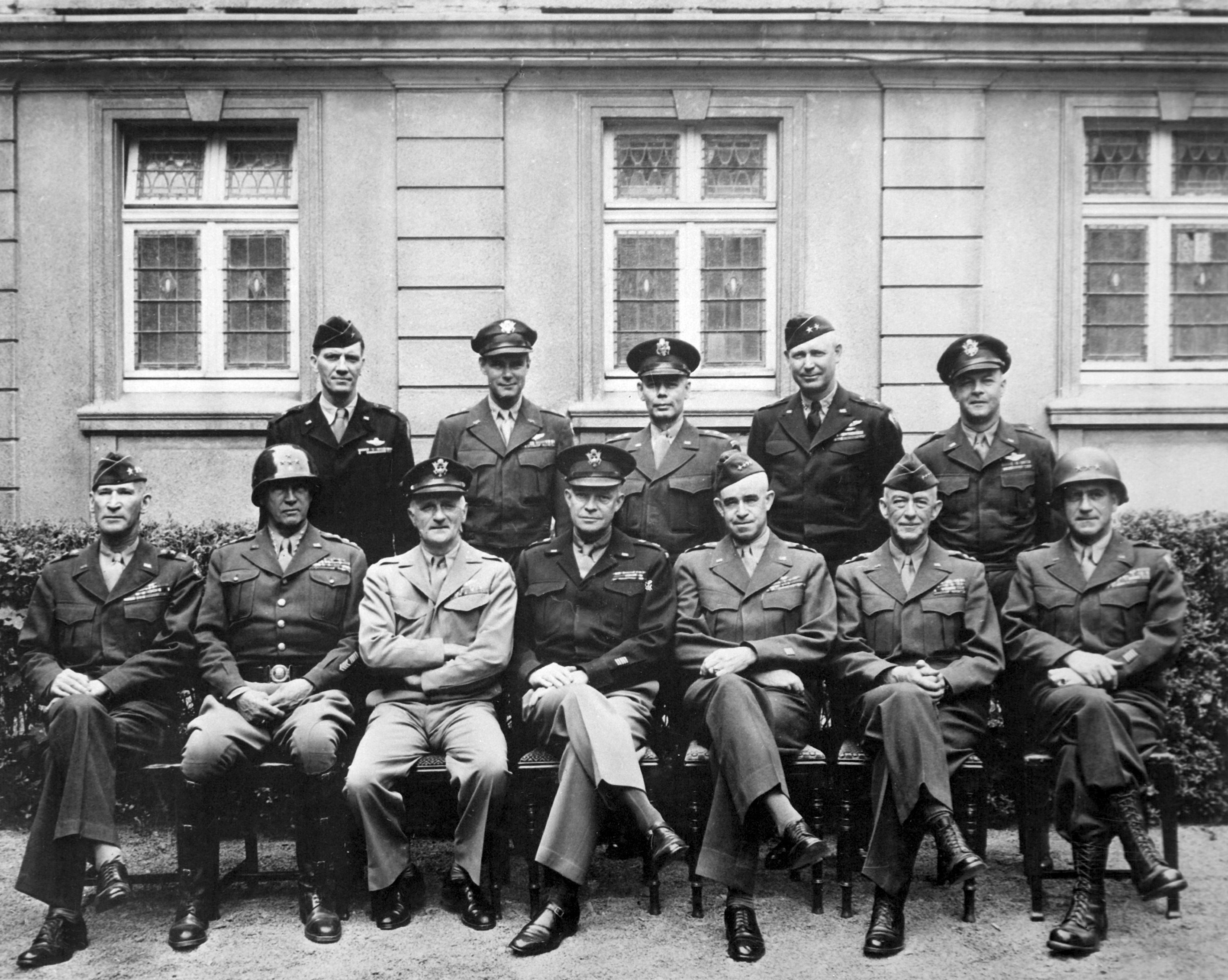
Generałowie Armii Stanów Zjednoczonych podczas II wojny światowej.
Od lewej u góry: Ralph Francis Stearley, Hoyt Vandenberg, Walter Bedell Smith, Otto P. Weyland, Richard E. Nugent;
U dołu: William Hood Simpson, George Patton, Carl Andrew Spaatz, Dwight D. Eisenhower, Omar Bradley, Courtney Hodges, Leonard T. Gerow

- 12 Grupa Armii – gen. Omar Bradley
  -  1 Armia – gen. Courtney Hodges
    - III Korpus – gen. James Van Fleet
    - V Korpus – gen. Clarence Huebner
    - VII Korpus – gen. Joseph Lawton Collins
    - XVIII Korpus – gen. Matthew Ridgway

  -  3 Armia – gen. George Patton
    - VIII Korpus – gen. Troy Middleton
    - XII Korpus – gen. Manton Eddy
    - XX Korpus – gen. Walton Walker

  -  9 Armia – gen. William Simpson
    - XIII Korpus – gen. Alvan Cullon Gillem
    - XVI Korpus – gen. John Anderson
    - XIX Korpus – Raymond McLain

  -  15 Armia – gen. Leonard Gerow
    - XXII Korpus – gen. Ernest Harmon
    - XXIII Korpus – gen. Hugh Gaffey
- 21 Grupa Armii – marsz. Bernard Law Montgomery
  -  2 Armia – gen. Miles Dempsey
    - I Korpus – gen. John Crocker
    - VIII Korpus – gen. Evelyn Barker
    - XII Korpus – gen. Neil Ritchie
    - XXX Korpus – gen. Brian Horrocks

  -  1 Armia Kanadyjska – gen. Harry Crerar
    - I Korpus Kanadyjski – gen. Charles Foulkes
    - II Korpus Kanadyjski – gen. Guy Simonds

Po przekroczeniu Renu alianci uderzyli na Zagłębie Ruhry, którego siła przerobowa była podstawą niemieckiego przemysłu zbrojeniowego. Pierwszym aktem alianckiego natarcia na ten cel o znaczeniu strategicznym była operacja Varsity – największa operacja powietrznodesantowa w historii. Brały w niej udział brytyjska 6 Dywizja Powietrznodesantowa i amerykańska, debiutująca na polu bitwy, 17 Dywizja Powietrznodesantowa. Celem operacji było ułatwienie przeprawy przez Ren 2 Armii gen. Milesa Dempseya. Miało to nastąpić poprzez zajęcie lesistych wzgórz Diersfordter Wald w pobliżu Wesel, oraz uchwycenie mostu nad Issel w Hamminkeln. Operacja Varsity zakończyła się pełnym powodzeniem, jednak pozostaje obecnie stosunkowo mało znana ze względu na jej nikłe znaczenie. Przeprawa 2 Armii była możliwa bez przeprowadzenia operacji, tym bardziej że okupiono ją wysokimi stratami.
Broniące Zagłębia Ruhry 300-tysięczne zgrupowanie skapitulowało 18 kwietnia, po intensywnych bombardowaniach. Jego dowódca, feldmarszałek Walther Model, popełnił samobójstwo. Zagłębie Ruhry było celem aliantów praktycznie od dnia lądowania w Normandii, dlatego po jego zajęciu sztabowcy w SHAEF zaczęli dyskutować, w którym kierunku dalej uderzać. Atrakcyjnym celem wydawał się Berlin, jednak Eisenhower miał co najmniej kilka powodów, żeby go nie zdobywać. Po pierwsze, od dnia przekroczenia Renu sowieccy dowódcy niemal codziennie mówili w imieniu Stalina, że to Związek Radziecki najbardziej ucierpiał z rąk Niemców i to jego narodom należy się ich stolica. Po drugie niemiecka propaganda ogłaszała tworzenie Reduty Alpejskiej – ostatniej linii obrony w Alpach, gdzie Niemcy mieli zatrzymać aliantów. Po trzecie – po wywiezieniu z Berlina wyników badań nad Wunderwaffe miasto samo w sobie traciło znaczenie strategiczne. Eisenhower pozwolił maszerować swoim ludziom na Berlin, ale znaczne siły odesłał na południe, do Alp, by zapobiec tworzeniu Reduty.

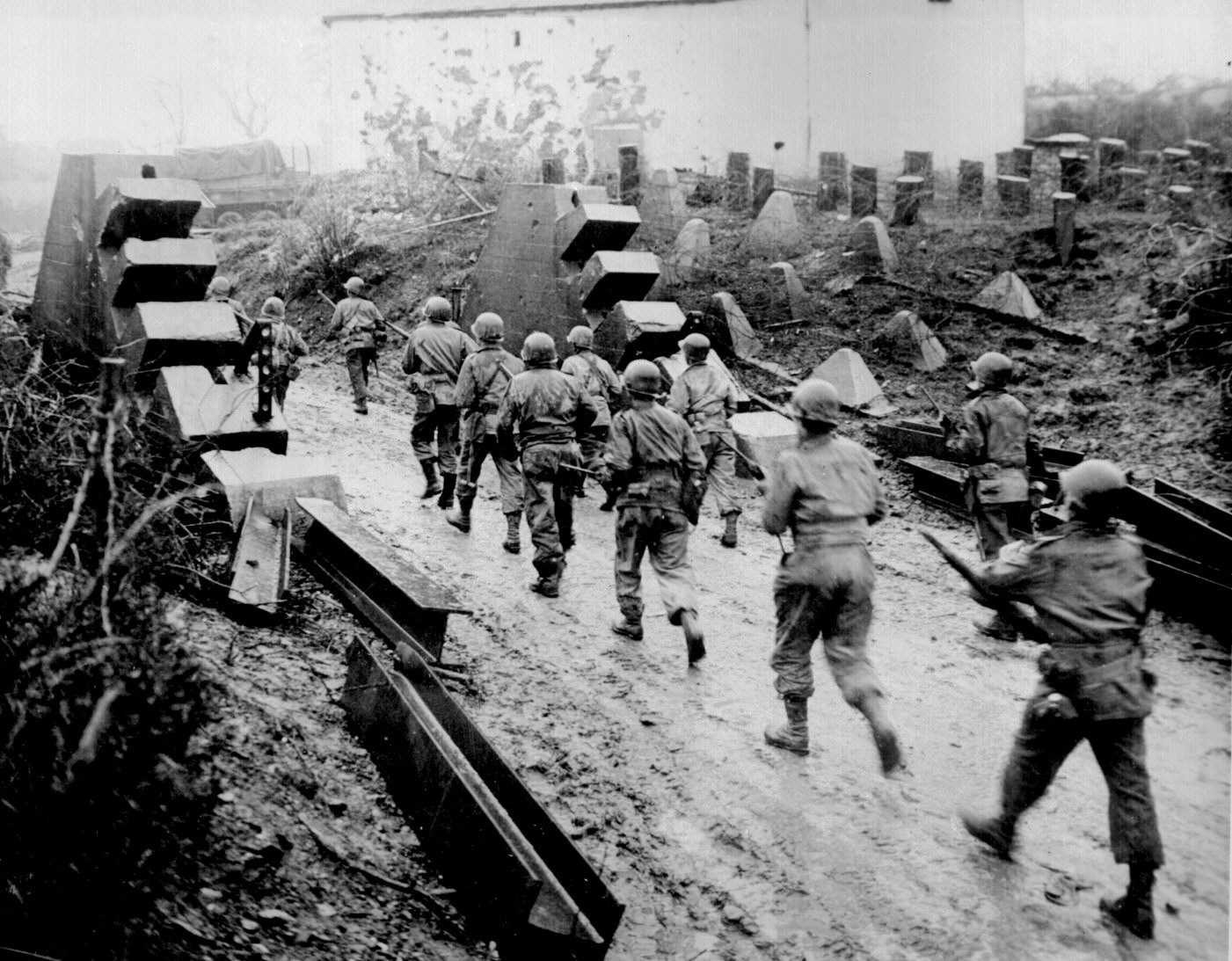
Alianci przekraczają linię Zygfryda, kwiecień 1945 roku

Alianci zdobywając środkowe i południowe Niemcy odkrywali kolejne obozy koncentracyjne. Gdy rozniosły się informacje o hitlerowskich metodach uśmiercania ludzi, jeńcy niemieccy w niewoli alianckiej byli dużo brutalniej traktowani. Ci, którzy zostali złapani w pobliżu obozu, często byli nawet zabijani, tak jak cała załoga obozu KL Dachau.
W marcu i kwietniu 1945 roku opór Niemców na zachód od Łaby był już minimalny. Oddziały Wehrmachtu poddawały się masowo Amerykanom i Brytyjczykom, całymi batalionami i pułkami. Opór stawiali jedynie nieliczni fanatycy z SS, jednak przewaga w artylerii aliantów zachodnich pozwalała im szybko eliminować nieprzyjaciela. Zasięg ofensywy zależał już niemal wyłącznie od tempa marszu żołnierzy i prędkości maksymalnej czołgów. Jeszcze bardziej zaostrzyło to wzrastającą niechęć sowieckich sojuszników, którzy po przekroczeniu Odry mozolnie i z ciężkimi stratami posuwali się do przodu. Było powszechnie wiadomo, że każdy niemiecki żołnierz chciał poddać się aliantom zachodnim, gdyż Sowieci w odwecie za zbrodnie w ich kraju mogli rozpocząć masowe egzekucje.
W kwietniu 1945 roku polityka między państwami alianckimi zaczęła schodzić na drogę zimnej wojny. Narastały napięcia pomiędzy Sowietami a aliantami zachodnimi. Radzieckich oficerów doprowadzały do wściekłości szerzone przez Niemców kapitulujących przed Amerykanami teorie o antysowieckim sojuszu III Rzeszy z aliantami zachodnimi. Niemieckie społeczeństwo wyraźnie opowiadało się za krajami anglosaskimi – było to widoczne jeszcze przed końcem wojny. Niemcy dzięki humanitarnemu charakterowi frontu zachodniego nie żywili nienawiści do Amerykanów i Brytyjczyków, chcieli zaś pomścić ciężkie straty zadane im przez Sowietów na froncie wschodnim. Przymierze z aliantami zachodnimi wydawało się dla Niemców atrakcyjne tym bardziej, że pozwoliłoby uniknąć okupacji, a przynajmniej złagodzić jej charakter. Mimo to większość amerykańskich i brytyjskich oficerów opowiadała się przeciwko niemu. Żołnierze byli już zmęczeni wojną, a poza tym Związek Radziecki stanowił w 1945 roku najsilniejsze obok Stanów Zjednoczonych państwo na świecie. Wypowiedzenie mu wojny oznaczałoby kolejne kilka lat ciężkiej walki, a być może totalną klęskę. Plan przymierza amerykańsko-brytyjsko-niemieckiego był więc zupełnie nierealny, mimo że Niemcy wciąż go wyczekiwali.
19 kwietnia skapitulował Lipsk, 20 dnia tego miesiąca Norymberga, 21-go Stuttgart, dopiero 29-go Monachium. 25 kwietnia front zachodni połączył się ze wschodnim. Wojska amerykańskie i radzieckie spotkały się w miejscowości Torgau nad rzeką Łabą.

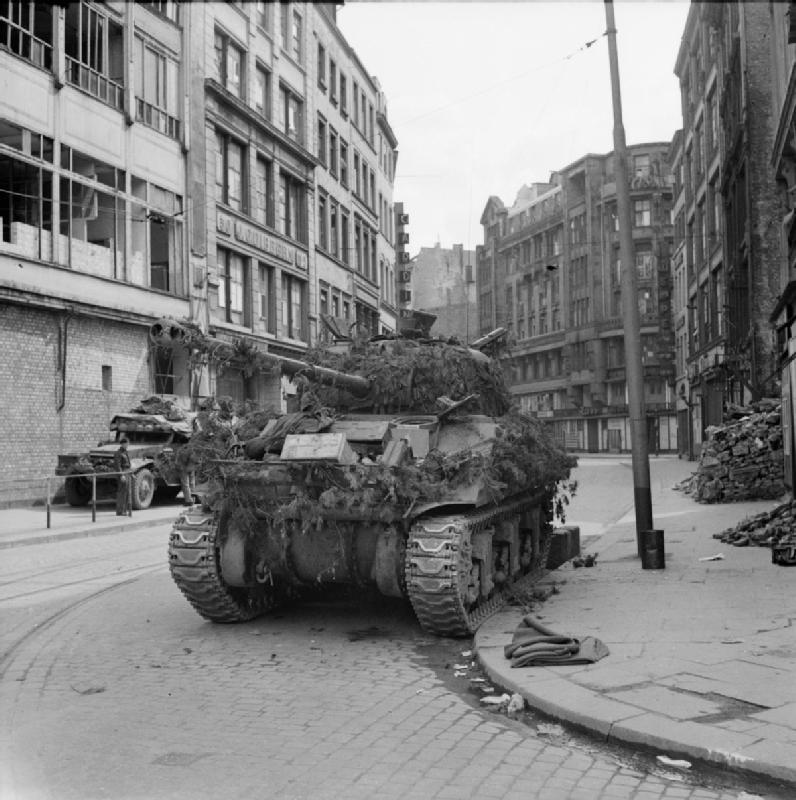
Brytyjski czołg Sherman Firefly w zdobytym Hamburgu, 4 maja 1945

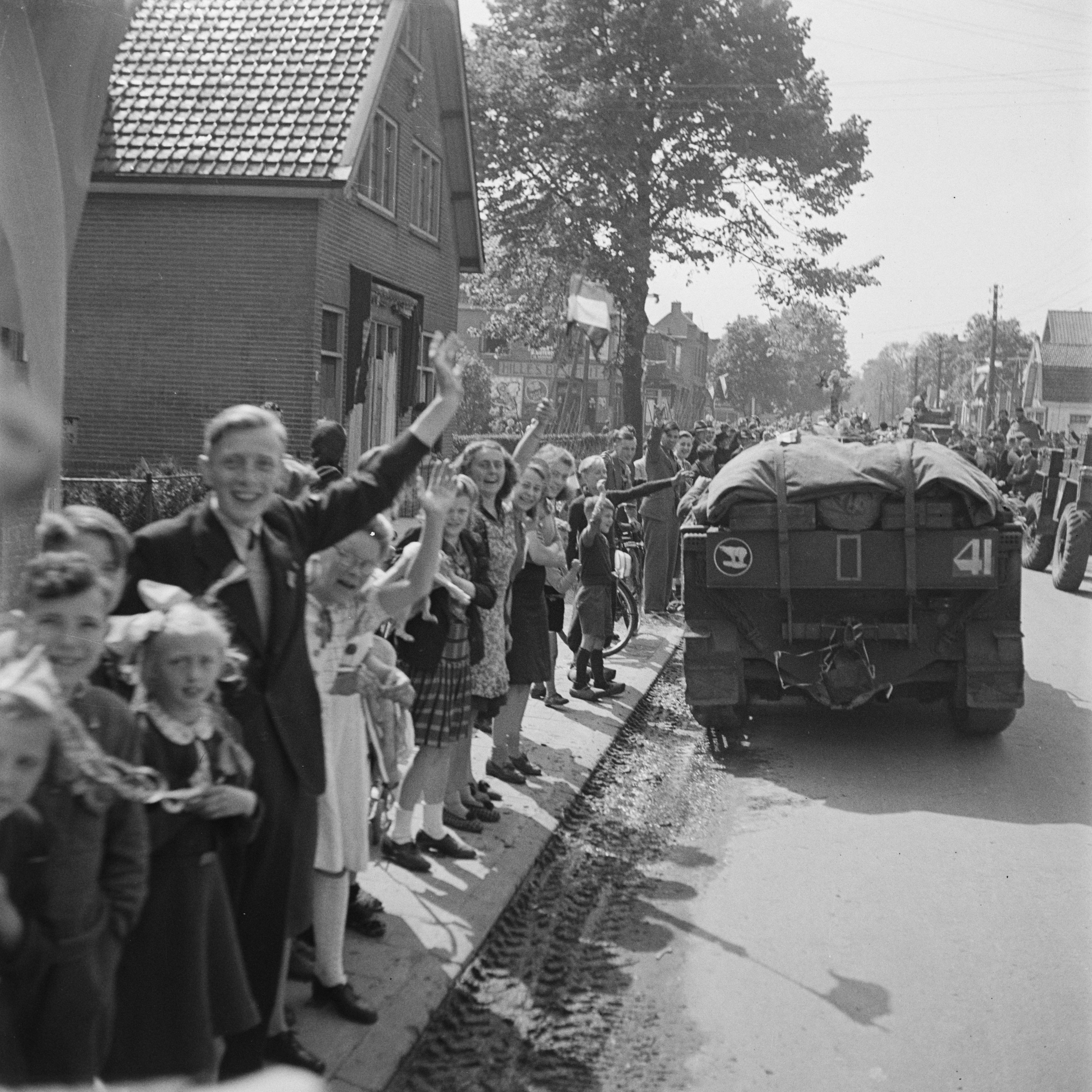
Mieszkańcy Utrechtu witają wyzwoleńcze wojska kanadyjskie, 7 maja 1945

Gdy na południu kolejne jednostki były wysyłane do Alp, już tylko 7 Armia Montgomery’ego na północy miała szansę zdobyć Berlin przed Sowietami. Jednak ambasador Japonii w Szwecji wysłał list do Eisenhowera, w którym wyraził swoje zaniepokojenie radzieckimi postępami. Ike poparł go i kazał Monty’iemu zmienić kierunek marszu i zamiast na Berlin, ruszyć na Danię. Uważał, podobnie jak japoński ambasador, iż Sowieci mogą wykorzystać Danię jako bazę dla swej marynarki i po wojnie terroryzować Morze Północne oraz Atlantyk. Alianci wobec tego zajęli nasadę półwyspu jutlandzkiego, jednak nie zdążyli go opanować przed kapitulacją III Rzeszy. Dania została wyzwolona bez jednego wystrzału 7 maja, podobnie jak Norwegia wieczorem 8 maja.
W ostatnich tygodniach wojny amerykańska 3 Armia zapuściła się daleko na przedwojenne terytorium Czechosłowacji, choć zgodnie z postanowieniami konferencji jałtańskiej kraj ten znalazł się w radzieckiej strefie wpływów. Możliwe, że była to próba zmiany postanowień Wielkiej Trójki przez dowódcę 3 Armii, którego znano z mocno akcentowanego antykomunizmu. Gdy Patton zbliżał się już do stolicy kraju, Pragi, Eisenhower zakazał mu dalszego marszu. Tym razem powodem byli Sowieci, którzy walczyli już o wschodnie rogatki miasta. Dowódca SHAEF znał porywczy charakter Pattona i jego skłonności do niesubordynacji. Nie mógł dopuścić, aby w mieście wybuchły walki pomiędzy jego wojskami a Armią Czerwoną. Ponadto pod Pragą walczyli własowcy, których za wszelką cenę chciał zabić lub pojmać NKWD. Obecnie przyjmuje się, że najdalej wysuniętym na wschód miejscem, do którego dotarli alianci na froncie zachodnim, było czeskie Pilzno, wyzwolone 6 maja. Walczący niedaleko żołnierze polskiej Brygady Świętokrzyskiej, którzy wyzwolili pobliski obóz koncentracyjny w Holiszowie, odeszli z Czechosłowacji razem z wycofującymi się na zachód oddziałami 3 Armii. W uznaniu ich zasług, po kapitulacji Niemiec Patton zezwolił jej żołnierzom na noszenie odznak amerykańskich jednostek i broni osobistej.
7 maja 1945 roku, dzień przed generalną kapitulacją, Niemcy poddali się na froncie zachodnim. Akt kapitulacji Eisenhower przyjął w Reims od Alfreda Jodla. Trwające od jedenastu miesięcy działania zbrojne na froncie zachodnim II wojny światowej zakończyły się.